# Llista de topònims de Tivissa
Llista de topònims (noms propis de lloc) del municipi de Tivissa, a la Ribera d'Ebre
Informació actualitzada per un bot. Els canvis manuals es perdran quan s'actualitzi!

## avenc
| imatge | Nom              | Ubicat a | instància de | Detalls | coordenades                                                          | Protecció | Commons (més fotos) | Dades a WD                    |
| ------ | ---------------- | -------- | ------------ | ------- | -------------------------------------------------------------------- | --------- | ------------------- | ----------------------------- |
|        | avenc del Janet  | Tivissa  | avenc        |         | 41° 04′ 57″ N, 0° 49′ 54″ E / 41.0825655936574°N,0.83171917240296°E  |           |                     | Modifica les dades a Wikidata |
|        | avenc del Ratolí | Tivissa  | avenc        |         | 41° 04′ 53″ N, 0° 50′ 12″ E / 41.0814493050078°N,0.836541238549449°E |           |                     | Modifica les dades a Wikidata |

## cabana
| imatge | Nom                              | Ubicat a | instància de | Detalls | coordenades                                                          | Protecció | Commons (més fotos) | Dades a WD                    |
| ------ | -------------------------------- | -------- | ------------ | ------- | -------------------------------------------------------------------- | --------- | ------------------- | ----------------------------- |
|        | Picador de Jaumó                 | Tivissa  | cabana       |         | 40° 57′ 23″ N, 0° 41′ 07″ E / 40.9564677205905°N,0.685150272381047°E |           |                     | Modifica les dades a Wikidata |
|        | Sénia de Serrano                 | Tivissa  | cabana       |         | 41° 02′ 54″ N, 0° 43′ 45″ E / 41.0483594992973°N,0.729058068307826°E |           |                     | Modifica les dades a Wikidata |
|        | barraca de la Font de la Plana   | Tivissa  | cabana       |         | 41° 05′ 17″ N, 0° 49′ 46″ E / 41.08806260641°N,0.829466907434679°E   |           |                     | Modifica les dades a Wikidata |
|        | caseta d'Arbó                    | Tivissa  | cabana       |         | 41° 03′ 43″ N, 0° 39′ 55″ E / 41.0618496059115°N,0.66540385993355°E  |           |                     | Modifica les dades a Wikidata |
|        | caseta d'Escoda                  | Tivissa  | cabana       |         | 41° 05′ 11″ N, 0° 41′ 53″ E / 41.0864197885697°N,0.69800974326432°E  |           |                     | Modifica les dades a Wikidata |
|        | caseta de Batista de la Mullena  | Tivissa  | cabana       |         | 41° 00′ 32″ N, 0° 39′ 19″ E / 41.0089234557468°N,0.655193131733059°E |           |                     | Modifica les dades a Wikidata |
|        | caseta de Ca Bienvenido          | Tivissa  | cabana       |         | 41° 06′ 13″ N, 0° 42′ 01″ E / 41.1036710046488°N,0.700395957668675°E |           |                     | Modifica les dades a Wikidata |
|        | caseta de Ca Josep               | Tivissa  | cabana       |         | 41° 01′ 43″ N, 0° 46′ 11″ E / 41.028564743018°N,0.769786575384623°E  |           |                     | Modifica les dades a Wikidata |
|        | caseta de Ca Madrono             | Tivissa  | cabana       |         | 41° 04′ 45″ N, 0° 45′ 46″ E / 41.0791689657176°N,0.762909996859384°E |           |                     | Modifica les dades a Wikidata |
|        | caseta de Ca Maleneta            | Tivissa  | cabana       |         | 41° 04′ 27″ N, 0° 46′ 17″ E / 41.0742790695947°N,0.771324298841911°E |           |                     | Modifica les dades a Wikidata |
|        | caseta de Ca Tita                | Tivissa  | cabana       |         | 41° 04′ 22″ N, 0° 45′ 40″ E / 41.0727773448693°N,0.761234331163979°E |           |                     | Modifica les dades a Wikidata |
|        | caseta de Ca l'Esquerrer         | Tivissa  | cabana       |         | 41° 05′ 03″ N, 0° 41′ 26″ E / 41.0842149371151°N,0.690456118192728°E |           |                     | Modifica les dades a Wikidata |
|        | caseta de Ca la Casanova         | Tivissa  | cabana       |         | 41° 04′ 38″ N, 0° 46′ 12″ E / 41.0772170087657°N,0.770010908529723°E |           |                     | Modifica les dades a Wikidata |
|        | caseta de Ca la Feliça           | Tivissa  | cabana       |         | 41° 00′ 51″ N, 0° 39′ 33″ E / 41.0142921522278°N,0.659200398261452°E |           |                     | Modifica les dades a Wikidata |
|        | caseta de Carlos                 | Tivissa  | cabana       |         | 41° 02′ 18″ N, 0° 40′ 23″ E / 41.0383628078625°N,0.673157796050309°E |           |                     | Modifica les dades a Wikidata |
|        | caseta de Cavaller               | Tivissa  | cabana       |         | 41° 01′ 03″ N, 0° 40′ 14″ E / 41.0174296629048°N,0.670458153271906°E |           |                     | Modifica les dades a Wikidata |
|        | caseta de Cisquet                | Tivissa  | cabana       |         | 41° 04′ 09″ N, 0° 45′ 48″ E / 41.0691321172736°N,0.763226590230227°E |           |                     | Modifica les dades a Wikidata |
|        | caseta de Collentort de Dalt     | Tivissa  | cabana       |         | 41° 02′ 25″ N, 0° 39′ 51″ E / 41.0404074641289°N,0.664258706118288°E |           |                     | Modifica les dades a Wikidata |
|        | caseta de Dobles                 | Tivissa  | cabana       |         | 41° 04′ 42″ N, 0° 41′ 27″ E / 41.0782848546923°N,0.690735233218153°E |           |                     | Modifica les dades a Wikidata |
|        | caseta de Garbinada              | Tivissa  | cabana       |         | 41° 00′ 59″ N, 0° 40′ 02″ E / 41.0163396151131°N,0.667333318605006°E |           |                     | Modifica les dades a Wikidata |
|        | caseta de Joanet de Garriga      | Tivissa  | cabana       |         | 41° 00′ 09″ N, 0° 39′ 45″ E / 41.0025321297068°N,0.662470239193039°E |           |                     | Modifica les dades a Wikidata |
|        | caseta de Josep de Lluc          | Tivissa  | cabana       |         | 41° 00′ 50″ N, 0° 39′ 44″ E / 41.013936997377°N,0.662114503108867°E  |           |                     | Modifica les dades a Wikidata |
|        | caseta de Llúcio                 | Tivissa  | cabana       |         | 41° 04′ 39″ N, 0° 45′ 29″ E / 41.0775270798735°N,0.758144940472219°E |           |                     | Modifica les dades a Wikidata |
|        | caseta de Marçal                 | Tivissa  | cabana       |         | 41° 04′ 59″ N, 0° 45′ 48″ E / 41.0830131947758°N,0.763279546943255°E |           |                     | Modifica les dades a Wikidata |
|        | caseta de Molló                  | Tivissa  | cabana       |         | 41° 04′ 12″ N, 0° 40′ 22″ E / 41.0698797042945°N,0.672760513474068°E |           |                     | Modifica les dades a Wikidata |
|        | caseta de Pataques               | Tivissa  | cabana       |         | 41° 01′ 16″ N, 0° 39′ 33″ E / 41.0209903468342°N,0.659046382073897°E |           |                     | Modifica les dades a Wikidata |
|        | caseta de Pelegrí                | Tivissa  | cabana       |         | 41° 01′ 02″ N, 0° 39′ 49″ E / 41.0173535672121°N,0.663587186847302°E |           |                     | Modifica les dades a Wikidata |
|        | caseta de Probe                  | Tivissa  | cabana       |         | 41° 03′ 49″ N, 0° 40′ 29″ E / 41.0636678115397°N,0.674693306367255°E |           |                     | Modifica les dades a Wikidata |
|        | caseta de Ramonet de la Borrassa | Tivissa  | cabana       |         | 41° 00′ 53″ N, 0° 39′ 49″ E / 41.0146694278626°N,0.663586941588857°E |           |                     | Modifica les dades a Wikidata |
|        | caseta de Ximet                  | Tivissa  | cabana       |         | 41° 00′ 46″ N, 0° 39′ 37″ E / 41.012863559789°N,0.660261753141446°E  |           |                     | Modifica les dades a Wikidata |
|        | caseta de Xutxumot               | Tivissa  | cabana       |         | 41° 00′ 39″ N, 0° 39′ 39″ E / 41.0107928446954°N,0.660751232208351°E |           |                     | Modifica les dades a Wikidata |
|        | caseta de l'Amada                | Tivissa  | cabana       |         | 41° 04′ 11″ N, 0° 45′ 53″ E / 41.0697125958145°N,0.764825536992876°E |           |                     | Modifica les dades a Wikidata |
|        | caseta de l'Anton                | Tivissa  | cabana       |         | 41° 00′ 39″ N, 0° 39′ 21″ E / 41.0109173856214°N,0.655800187198499°E |           |                     | Modifica les dades a Wikidata |
|        | caseta de l'Hostal               | Tivissa  | cabana       |         | 41° 00′ 45″ N, 0° 39′ 32″ E / 41.0125176350864°N,0.65875191878565°E  |           |                     | Modifica les dades a Wikidata |
|        | caseta de la Cascarrilla         | Tivissa  | cabana       |         | 41° 03′ 53″ N, 0° 40′ 20″ E / 41.0646882074839°N,0.672146301541535°E |           |                     | Modifica les dades a Wikidata |
|        | caseta de la Forestal            | Tivissa  | cabana       |         | 41° 05′ 28″ N, 0° 51′ 45″ E / 41.0911417950716°N,0.862629899193611°E |           |                     | Modifica les dades a Wikidata |
|        | caseta de la Pastoreta           | Tivissa  | cabana       |         | 41° 00′ 07″ N, 0° 39′ 47″ E / 41.0018345694719°N,0.663160701210664°E |           |                     | Modifica les dades a Wikidata |
|        | caseta de la Pedrera             | Tivissa  | cabana       |         | 41° 04′ 21″ N, 0° 45′ 44″ E / 41.0725509545969°N,0.762098973015607°E |           |                     | Modifica les dades a Wikidata |
|        | caseta de les Vilanoves          | Tivissa  | cabana       |         | 41° 03′ 37″ N, 0° 39′ 23″ E / 41.0602522436396°N,0.656380784346684°E |           |                     | Modifica les dades a Wikidata |
|        | caseta del Cirici                | Tivissa  | cabana       |         | 41° 05′ 20″ N, 0° 51′ 02″ E / 41.0888297415748°N,0.850680566873042°E |           |                     | Modifica les dades a Wikidata |
|        | caseta del Garrut                | Tivissa  | cabana       |         | 41° 05′ 34″ N, 0° 50′ 39″ E / 41.092903121386°N,0.84404709437729°E   |           |                     | Modifica les dades a Wikidata |
|        | caseta del Jutge                 | Tivissa  | cabana       |         | 41° 03′ 14″ N, 0° 40′ 23″ E / 41.0539813495731°N,0.673166501919808°E |           |                     | Modifica les dades a Wikidata |
|        | caseta del Mas de la Miquela     | Tivissa  | cabana       |         | 41° 04′ 12″ N, 0° 41′ 57″ E / 41.0699667701754°N,0.699060067901786°E |           |                     | Modifica les dades a Wikidata |
|        | caseta del Melió                 | Tivissa  | cabana       |         | 41° 04′ 38″ N, 0° 50′ 49″ E / 41.0771935039268°N,0.846881823840881°E |           |                     | Modifica les dades a Wikidata |
|        | caseta del Renegat               | Tivissa  | cabana       |         | 41° 03′ 07″ N, 0° 39′ 57″ E / 41.0519140844036°N,0.665814800250917°E |           |                     | Modifica les dades a Wikidata |
|        | corral de Cucó                   | Tivissa  | cabana       |         | 40° 57′ 18″ N, 0° 46′ 36″ E / 40.9550384788688°N,0.77679078169255°E  |           |                     | Modifica les dades a Wikidata |
|        | corral de Federico               | Tivissa  | cabana       |         | 41° 04′ 30″ N, 0° 44′ 57″ E / 41.0749285144664°N,0.749139671770111°E |           |                     | Modifica les dades a Wikidata |
|        | corral de Guitarres              | Tivissa  | cabana       |         | 40° 57′ 30″ N, 0° 44′ 21″ E / 40.9582273781075°N,0.739304240437386°E |           |                     | Modifica les dades a Wikidata |
|        | corral de Llorell                | Tivissa  | cabana       |         | 40° 57′ 27″ N, 0° 43′ 06″ E / 40.9575156668635°N,0.718274634911651°E |           |                     | Modifica les dades a Wikidata |
|        | corral de Pep de Clota           | Tivissa  | cabana       |         | 41° 02′ 44″ N, 0° 44′ 00″ E / 41.045686661823°N,0.733290270440626°E  |           |                     | Modifica les dades a Wikidata |
|        | corral de Veset                  | Tivissa  | cabana       |         | 40° 56′ 59″ N, 0° 40′ 36″ E / 40.9497406412108°N,0.676712969782526°E |           |                     | Modifica les dades a Wikidata |
|        | corral de la Feixa               | Tivissa  | cabana       |         | 40° 57′ 20″ N, 0° 39′ 50″ E / 40.9556056060463°N,0.663853962648562°E |           |                     | Modifica les dades a Wikidata |
|        | corrals de la Devesa             | Tivissa  | cabana       |         | 40° 59′ 44″ N, 0° 44′ 10″ E / 40.9955883490072°N,0.736030475930168°E |           |                     | Modifica les dades a Wikidata |
|        | era de Llorell                   | Tivissa  | cabana       |         | 40° 57′ 29″ N, 0° 43′ 06″ E / 40.9580192609166°N,0.718233521686311°E |           |                     | Modifica les dades a Wikidata |
|        | l'Hort de Beset                  | Tivissa  | cabana       |         | 41° 02′ 40″ N, 0° 44′ 04″ E / 41.0443963567775°N,0.734548070180814°E |           |                     | Modifica les dades a Wikidata |
|        | pallissa de Catí                 | Tivissa  | cabana       |         | 40° 57′ 14″ N, 0° 42′ 36″ E / 40.9538382496679°N,0.709977863027316°E |           |                     | Modifica les dades a Wikidata |

## casa
| imatge | Nom                     | Ubicat a | instància de | Detalls                                  | coordenades                                                                             | Protecció                                  | Commons (més fotos)               | Dades a WD                    |
| ------ | ----------------------- | -------- | ------------ | ---------------------------------------- | --------------------------------------------------------------------------------------- | ------------------------------------------ | --------------------------------- | ----------------------------- |
|        | Abadia                  | Tivissa  | casa         | Estil: arquitectura popular              | 41° 02′ 35″ N, 0° 43′ 54″ E / 41.043152°N,0.731723°E ca:Pla de l'Abadia, 4 309 msnm     | bé integrant del patrimoni cultural català | Abadia (Tivissa)                  | Modifica les dades a Wikidata |
|        | Ca Ignasi Brull         | Tivissa  | casa         | Estil: arquitectura popular              | 41° 02′ 32″ N, 0° 43′ 57″ E / 41.04228°N,0.73252°E ca:C. del Castell, 11. Tivissa       | bé cultural d'interès local                | Ca Ignasi Brull                   | Modifica les dades a Wikidata |
|        | Ca Solé                 | Tivissa  | casa         | Estil: arquitectura popular 19th century | 41° 02′ 32″ N, 0° 43′ 59″ E / 41.042348°N,0.732982°E ca:Pl. Rafael Domènech, 6 312 msnm | bé integrant del patrimoni cultural català | Ca Solé                           | Modifica les dades a Wikidata |
|        | Ca l'Eloi               | Tivissa  | casa         | Estil: arquitectura popular 15th century | 41° 02′ 32″ N, 0° 44′ 00″ E / 41.042284°N,0.733394°E ca:carrer d'Avall, 3 307 msnm      | bé integrant del patrimoni cultural català | Ca Eloi                           | Modifica les dades a Wikidata |
|        | Ca l'Hostal             | Tivissa  | casa         | Estil: arquitectura del Renaixement      | 41° 02′ 31″ N, 0° 43′ 59″ E / 41.041977°N,0.733131°E                                    | bé cultural d'interès local                | Ca l'Hostal                       | Modifica les dades a Wikidata |
|        | Carnisseria             | Tivissa  | casa         | Estil: arquitectura popular 18th century | 41° 02′ 31″ N, 0° 44′ 00″ E / 41.04184°N,0.733279°E ca:C. del Mercat, 6 308 msnm        | bé integrant del patrimoni cultural català | Carnisseria (Tivissa)             | Modifica les dades a Wikidata |
|        | Casa Fura               | Tivissa  | casa         | Estil: arquitectura popular 19th century | 41° 02′ 31″ N, 0° 43′ 59″ E / 41.042031°N,0.7331°E ca:Pl. del Mercat, 5 307 msnm        | bé integrant del patrimoni cultural català | Casa Fura                         | Modifica les dades a Wikidata |
|        | cal Rei                 | Tivissa  | casa         | Estil: arquitectura eclèctica            | 41° 02′ 32″ N, 0° 43′ 59″ E / 41.04212°N,0.733049°E                                     | bé integrant del patrimoni cultural català | Cal Rei (Tivissa)                 | Modifica les dades a Wikidata |
|        | casa davant l'abeurador | Tivissa  | casa         | Estil: arquitectura popular              | 41° 02′ 36″ N, 0° 44′ 06″ E / 41.043332°N,0.73488°E ca:Pujada de l'Empedrat, 1          | bé integrant del patrimoni cultural català | Casa davant l'abeurador (Tivissa) | Modifica les dades a Wikidata |

## castell
| imatge | Nom                   | Ubicat a | instància de | Detalls | coordenades                                                                                           | Protecció                                            | Commons (més fotos)      | Dades a WD                    |
| ------ | --------------------- | -------- | ------------ | ------- | --- | ---------------------------------------------------- | ------------------------ | ----------------------------- |
|        | Castellet de Banyoles | Tivissa  | castell      |         | 41° 03′ 39″ N, 0° 39′ 53″ E / 41.0608°N,0.6648°E ca:A 6 km al nord-oest del nucli de Tivissa 124 msnm | bé d'interès cultural bé cultural d'interès nacional | El Castellet de Banyoles | Modifica les dades a Wikidata |
|        | castell de Sant Blai  | Tivissa  | castell      |         | 41° 02′ 03″ N, 0° 43′ 23″ E / 41.034042°N,0.722997°E ca:Coll del Ventall 420 msnm                     | bé d'interès cultural bé cultural d'interès nacional | Castell de Sant Blai     | Modifica les dades a Wikidata |

## cementiri
| imatge | Nom                           | Ubicat a | instància de | Detalls | coordenades                                                           | Protecció | Commons (més fotos)           | Dades a WD                    |
| ------ | ----------------------------- | -------- | ------------ | ------- | --------------------------------------------------------------------- | --------- | ----------------------------- | ----------------------------- |
|        | cementiri de Tivissa          | Tivissa  | cementiri    |         | 41° 02′ 32″ N, 0° 43′ 48″ E / 41.042156°N,0.730116°E                  |           | Cementiri de Tivissa          | Modifica les dades a Wikidata |
|        | cementiri de la Serra d'Almos | Tivissa  | cementiri    |         | 41° 04′ 41″ N, 0° 44′ 30″ E / 41.078186°N,0.741763°E la Serra d'Almos |           | Cementiri de la Serra d'Almos | Modifica les dades a Wikidata |

## cova
| imatge | Nom                        | Ubicat a | instància de | Detalls | coordenades                                                          | Protecció | Commons (més fotos) | Dades a WD                    |
| ------ | -------------------------- | -------- | ------------ | ------- | -------------------------------------------------------------------- | --------- | ------------------- | ----------------------------- |
|        | Codines de la Batalla      | Tivissa  | cova         |         | 40° 58′ 01″ N, 0° 43′ 47″ E / 40.9668217360189°N,0.729753861666876°E |           |                     | Modifica les dades a Wikidata |
|        | Cova Llòbriga              | Tivissa  | cova         |         | 41° 04′ 28″ N, 0° 50′ 49″ E / 41.0743750677012°N,0.84692621867712°E  |           |                     | Modifica les dades a Wikidata |
|        | Coveta dels Nanos          | Tivissa  | cova         |         | 40° 59′ 01″ N, 0° 39′ 49″ E / 40.983684492027°N,0.663576009856681°E  |           |                     | Modifica les dades a Wikidata |
|        | Cucó de Sirveri            | Tivissa  | cova         |         | 40° 57′ 32″ N, 0° 46′ 22″ E / 40.9588809946573°N,0.772871523063935°E |           |                     | Modifica les dades a Wikidata |
|        | Fena del Reboig            | Tivissa  | cova         |         | 41° 01′ 19″ N, 0° 43′ 59″ E / 41.0218138066471°N,0.73309847942818°E  |           |                     | Modifica les dades a Wikidata |
|        | cova d'en Botà             | Tivissa  | cova         |         | 41° 01′ 21″ N, 0° 46′ 09″ E / 41.0225161121443°N,0.769074962119205°E |           |                     | Modifica les dades a Wikidata |
|        | cova d'en Canader          | Tivissa  | cova         |         | 40° 56′ 42″ N, 0° 40′ 42″ E / 40.9450628334586°N,0.67835001827954°E  |           |                     | Modifica les dades a Wikidata |
|        | cova d'en Marcó            | Tivissa  | cova         |         | 41° 03′ 31″ N, 0° 47′ 13″ E / 41.0585917628374°N,0.78690726991179°E  |           |                     | Modifica les dades a Wikidata |
|        | cova de Frides             | Tivissa  | cova         |         | 40° 59′ 01″ N, 0° 42′ 51″ E / 40.9835534648551°N,0.714072647203336°E |           |                     | Modifica les dades a Wikidata |
|        | cova de Mancó              | Tivissa  | cova         |         | 41° 03′ 31″ N, 0° 47′ 13″ E / 41.0585917628374°N,0.78690726991179°E  |           |                     | Modifica les dades a Wikidata |
|        | cova de l'Anton            | Tivissa  | cova         |         | 41° 00′ 30″ N, 0° 45′ 04″ E / 41.0082133160956°N,0.751044033757207°E |           |                     | Modifica les dades a Wikidata |
|        | cova de l'Estadella        | Tivissa  | cova         |         | 41° 03′ 29″ N, 0° 50′ 08″ E / 41.0581121930971°N,0.835616685139483°E |           |                     | Modifica les dades a Wikidata |
|        | cova de la Campana         | Tivissa  | cova         |         | 41° 00′ 35″ N, 0° 44′ 53″ E / 41.0098048413488°N,0.748136084250696°E |           |                     | Modifica les dades a Wikidata |
|        | cova de les Paumelles      | Tivissa  | cova         |         | 41° 04′ 11″ N, 0° 51′ 01″ E / 41.0697019043171°N,0.850387437877997°E |           |                     | Modifica les dades a Wikidata |
|        | cova de les Vinyasses      | Tivissa  | cova         |         | 41° 05′ 20″ N, 0° 49′ 47″ E / 41.0888691320657°N,0.829726078581996°E |           |                     | Modifica les dades a Wikidata |
|        | cova del Ga                | Tivissa  | cova         |         | 41° 03′ 29″ N, 0° 50′ 44″ E / 41.0581914429867°N,0.845609824013455°E |           |                     | Modifica les dades a Wikidata |
|        | cova del Janet             | Tivissa  | cova         |         | 41° 04′ 56″ N, 0° 49′ 57″ E / 41.0823467776984°N,0.832535842488132°E |           |                     | Modifica les dades a Wikidata |
|        | cova del Puntaire          | Tivissa  | cova         |         | 40° 59′ 22″ N, 0° 43′ 53″ E / 40.9893556048274°N,0.731465149656818°E |           |                     | Modifica les dades a Wikidata |
|        | cova del Ramer             | Tivissa  | cova         |         | 41° 04′ 13″ N, 0° 49′ 32″ E / 41.0701925956402°N,0.825663203551081°E |           |                     | Modifica les dades a Wikidata |
|        | cova dels Bous             | Tivissa  | cova         |         | 41° 05′ 25″ N, 0° 50′ 33″ E / 41.090252655164°N,0.84247891682025°E   |           |                     | Modifica les dades a Wikidata |
|        | coves de Vilella           | Tivissa  | cova         |         | 41° 00′ 45″ N, 0° 41′ 53″ E / 41.0125418528543°N,0.69794469460269°E  |           |                     | Modifica les dades a Wikidata |
|        | la Cova                    | Tivissa  | cova         |         | 41° 05′ 22″ N, 0° 50′ 33″ E / 41.0894517268717°N,0.84251703468826°E  |           |                     | Modifica les dades a Wikidata |
|        | la Cova Gran               | Tivissa  | cova         |         | 41° 01′ 04″ N, 0° 46′ 32″ E / 41.0177213228402°N,0.775444612132542°E |           |                     | Modifica les dades a Wikidata |
|        | les Covetes del Cal Vaquer | Tivissa  | cova         |         | 41° 05′ 31″ N, 0° 51′ 16″ E / 41.0920511279973°N,0.854373490090006°E |           |                     | Modifica les dades a Wikidata |

## creu de terme
| imatge | Nom                                           | Ubicat a | instància de  | Detalls                                          | coordenades                                                                           | Protecció                                  | Commons (més fotos)                           | Dades a WD                    |
| ------ | --------------------------------------------- | -------- | ------------- | ------------------------------------------------ | ------------------------------------------------------------------------------------- | ------------------------------------------ | --------------------------------------------- | ----------------------------- |
|        | creu de terme de la Font Vella                | Tivissa  | creu de terme | Estil: arquitectura gòtica 15th century          | 41° 02′ 28″ N, 0° 44′ 06″ E / 41.041157°N,0.734956°E ca:Pl. del Mestre Cabré 297 msnm | bé integrant del patrimoni cultural català | Creu de terme de la Font Vella (Tivissa)      | Modifica les dades a Wikidata |
|        | creu de terme de la carretera de Móra la Nova | Tivissa  | creu de terme | Estil: arquitectura del Renaixement 16th century | 41° 02′ 48″ N, 0° 44′ 00″ E / 41.046674°N,0.733284°E ca:Ctra. de Móra 272 msnm        | bé integrant del patrimoni cultural català | Creu de terme de la carretera de Móra la Nova | Modifica les dades a Wikidata |

## creu monumental
| imatge | Nom                | Ubicat a | instància de    | Detalls | coordenades                                                          | Protecció | Commons (més fotos) | Dades a WD                    |
| ------ | ------------------ | -------- | --------------- | ------- | -------------------------------------------------------------------- | --------- | ------------------- | ----------------------------- |
|        | creu de Llaberia   | Tivissa  | creu monumental |         | 41° 04′ 55″ N, 0° 50′ 20″ E / 41.0818373769812°N,0.838980721355055°E |           |                     | Modifica les dades a Wikidata |
|        | creu de l'Estavell | Tivissa  | creu monumental |         | 41° 05′ 23″ N, 0° 51′ 48″ E / 41.0897973118253°N,0.863471153703926°E |           |                     | Modifica les dades a Wikidata |
|        | la Creueta         | Tivissa  | creu monumental |         | 41° 04′ 26″ N, 0° 44′ 42″ E / 41.0738197856099°N,0.744952154075837°E |           |                     | Modifica les dades a Wikidata |

## entitat singular de població
| imatge | Nom              | Ubicat a | instància de                                                    | Detalls                    | coordenades                                                       | Protecció | Commons (més fotos) | Dades a WD                    |
| ------ | ---------------- | -------- | --------------------------------------------------------------- | -------------------------- | ----------------------------------------------------------------- | --------- | ------------------- | ----------------------------- |
|        | Darmós           | Tivissa  | entitat singular de població                                    | 98 hab                     | 41° 05′ 54″ N, 0° 42′ 11″ E / 41.09831111°N,0.70308889°E 181 msnm |           | Darmós              | Modifica les dades a Wikidata |
|        | Llaberia         | Tivissa  | entitat singular de població                                    | 3 hab                      | 41° 05′ 09″ N, 0° 50′ 30″ E / 41.08583°N,0.84167°E 676 msnm       |           | Llaberia            | Modifica les dades a Wikidata |
|        | Tivissa          | Tivissa  | entitat singular de població capital municipal                  | 1282 hab                   | 41° 02′ 30″ N, 0° 43′ 59″ E / 41.04169834°N,0.73302767°E 314 msnm |           |                     | Modifica les dades a Wikidata |
|        | la Serra d'Almos | Tivissa  | entitat singular de població entitat municipal descentralitzada | 241 hab Superfície: 100km² | 41° 04′ 47″ N, 0° 44′ 39″ E / 41.07980556°N,0.74416667°E 229 msnm |           | La Serra d'Almos    | Modifica les dades a Wikidata |

## església
| imatge | Nom                                 | Ubicat a | instància de    | Detalls | coordenades                                                                | Protecció                                  | Commons (més fotos)              | Dades a WD                    |
| ------ | ----------------------------------- | -------- | --------------- | --- | -------------------------------------------------------------------------- | ------------------------------------------ | -------------------------------- | ----------------------------- |
|        | Ermita de Sant Blai                 | Tivissa  | església ermita | Estil: arquitectura popular                                                                                      | 41° 01′ 59″ N, 0° 43′ 20″ E / 41.033137°N,0.722142°E                       | bé cultural d'interès local                | Ermita de Sant Blai (Tivissa)    | Modifica les dades a Wikidata |
|        | Sant Jaume de Tivissa               | Tivissa  | església        | Estil: arquitectura gòtica arquitectura del Renaixement arquitectura barroca arquitectura eclèctica 13rd century | 41° 02′ 37″ N, 0° 43′ 56″ E / 41.043535°N,0.732174°E ca:Pl. de la Baranova | bé cultural d'interès nacional             | Sant Jaume de Tivissa            | Modifica les dades a Wikidata |
|        | església de Sant Joan               | Tivissa  | església        | Estil: arquitectura romànica                                                                                     | 41° 05′ 10″ N, 0° 50′ 30″ E / 41.086002°N,0.841756°E                       | bé cultural d'interès local                | Sant Joan de Llaberia            | Modifica les dades a Wikidata |
|        | església de Sant Miquel de Darmós   | Tivissa  | església        | Estil: arquitectura barroca arquitectura popular                                                                 | 41° 05′ 50″ N, 0° 42′ 15″ E / 41.097296°N,0.704031°E                       | bé integrant del patrimoni cultural català | Sant Miquel de Darmós            | Modifica les dades a Wikidata |
|        | església parroquial de Sant Domènec | Tivissa  | església        | Estil: arquitectura popular                                                                                      | 41° 04′ 49″ N, 0° 44′ 38″ E / 41.080334°N,0.744026°E                       | bé cultural d'interès local                | Sant Domènec de la Serra d'Almos | Modifica les dades a Wikidata |

## font
| imatge | Nom                   | Ubicat a | instància de                       | Detalls                                  | coordenades                                                                           | Protecció                                  | Commons (més fotos)     | Dades a WD                    |
| ------ | --------------------- | -------- | ---------------------------------- | ---------------------------------------- | ------------------------------------------------------------------------------------- | ------------------------------------------ | ----------------------- | ----------------------------- |
|        | Fontdalt              | Tivissa  | font marca comercial aigua mineral | 1983                                     | 41° 04′ 40″ N, 0° 49′ 29″ E / 41.07769444444445°N,0.8247222222222222°E                |                                            |                         | Modifica les dades a Wikidata |
|        | font d'Aumet          | Tivissa  | font                               |                                          | 40° 59′ 26″ N, 0° 46′ 06″ E / 40.99052506955°N,0.76828784781848°E                     |                                            |                         | Modifica les dades a Wikidata |
|        | font de Sant Blai     | Tivissa  | font                               | Estil: arquitectura popular              | 41° 01′ 59″ N, 0° 43′ 25″ E / 41.033139°N,0.723629°E                                  | bé integrant del patrimoni cultural català |                         | Modifica les dades a Wikidata |
|        | font de la Toa        | Tivissa  | font                               |                                          | 40° 58′ 48″ N, 0° 42′ 01″ E / 40.9800176095142°N,0.700241270774549°E                  |                                            |                         | Modifica les dades a Wikidata |
|        | font de les Paumelles | Tivissa  | font                               |                                          | 41° 03′ 57″ N, 0° 50′ 28″ E / 41.065731056566°N,0.84110910124563°E                    |                                            |                         | Modifica les dades a Wikidata |
|        | font del Rodorall     | Tivissa  | font                               |                                          | 41° 04′ 38″ N, 0° 49′ 27″ E / 41.0772429338553°N,0.824109535530982°E                  |                                            |                         | Modifica les dades a Wikidata |
|        | font del Sanxo        | Tivissa  | font                               |                                          | 41° 03′ 48″ N, 0° 48′ 54″ E / 41.063437353144°N,0.81500303970342°E                    |                                            |                         | Modifica les dades a Wikidata |
|        | la Font Vella         | Tivissa  | font                               | Estil: arquitectura popular 20th century | 41° 02′ 29″ N, 0° 44′ 06″ E / 41.041255°N,0.734899°E ca:Pl. del Mestre Cabré 297 msnm | bé integrant del patrimoni cultural català | La Font Vella (Tivissa) | Modifica les dades a Wikidata |

## forn de calç
| imatge | Nom                                       | Ubicat a | instància de | Detalls                     | coordenades | Protecció                                  | Commons (més fotos) | Dades a WD                    |
| ------ | ----------------------------------------- | -------- | ------------ | --------------------------- | ----------- | ------------------------------------------ | ------------------- | ----------------------------- |
|        | Forn de calç d'en Joan Palau              | Tivissa  | forn de calç | Estil: arquitectura popular |             | bé integrant del patrimoni cultural català |                     | Modifica les dades a Wikidata |
|        | Forn de calç del Barranc del Molló        | Tivissa  | forn de calç | Estil: arquitectura popular |             | bé integrant del patrimoni cultural català |                     | Modifica les dades a Wikidata |
|        | Forn de calç del Castellet de Banyoles I  | Tivissa  | forn de calç | Estil: arquitectura popular |             | bé integrant del patrimoni cultural català |                     | Modifica les dades a Wikidata |
|        | Forn de calç del Castellet de Banyoles II | Tivissa  | forn de calç | Estil: arquitectura popular |             | bé integrant del patrimoni cultural català |                     | Modifica les dades a Wikidata |

## forn de guix
| imatge | Nom                                  | Ubicat a | instància de | Detalls                     | coordenades | Protecció                                  | Commons (més fotos) | Dades a WD                    |
| ------ | ------------------------------------ | -------- | ------------ | --------------------------- | ----------- | ------------------------------------------ | ------------------- | ----------------------------- |
|        | Forn de guix de Marco                | Tivissa  | forn de guix | Estil: arquitectura popular |             | bé integrant del patrimoni cultural català |                     | Modifica les dades a Wikidata |
|        | Forn de guix de Mussefres            | Tivissa  | forn de guix | Estil: arquitectura popular |             | bé integrant del patrimoni cultural català |                     | Modifica les dades a Wikidata |
|        | Forn de guix de Sant Blai            | Tivissa  | forn de guix | Estil: arquitectura popular |             | bé integrant del patrimoni cultural català |                     | Modifica les dades a Wikidata |
|        | Forn de guix del Barranc de l'Aureta | Tivissa  | forn de guix | Estil: arquitectura popular |             | bé integrant del patrimoni cultural català |                     | Modifica les dades a Wikidata |
|        | Forn de guix del Mas del Garrofer    | Tivissa  | forn de guix | Estil: arquitectura popular |             | bé integrant del patrimoni cultural català |                     | Modifica les dades a Wikidata |
|        | Forn del Mas de la Cabda             | Tivissa  | forn de guix | Estil: arquitectura popular |             | bé integrant del patrimoni cultural català |                     | Modifica les dades a Wikidata |

## granja
| imatge | Nom                | Ubicat a | instància de | Detalls | coordenades                                                          | Protecció | Commons (més fotos) | Dades a WD                    |
| ------ | ------------------ | -------- | ------------ | ------- | -------------------------------------------------------------------- | --------- | ------------------- | ----------------------------- |
|        | Granja d'Olives    | Tivissa  | granja       |         | 41° 02′ 56″ N, 0° 39′ 16″ E / 41.0490190008416°N,0.654542848256242°E |           |                     | Modifica les dades a Wikidata |
|        | Granja de Boix     | Tivissa  | granja       |         | 41° 02′ 42″ N, 0° 44′ 15″ E / 41.045014478842°N,0.737584439829824°E  |           |                     | Modifica les dades a Wikidata |
|        | Granja de Callau   | Tivissa  | granja       |         | 41° 02′ 51″ N, 0° 43′ 57″ E / 41.047563320704°N,0.732535773791517°E  |           |                     | Modifica les dades a Wikidata |
|        | Granja de Quintana | Tivissa  | granja       |         | 41° 02′ 40″ N, 0° 44′ 14″ E / 41.0443233870625°N,0.737251208474381°E |           |                     | Modifica les dades a Wikidata |

## jaciment arqueològic
| imatge | Nom                                | Ubicat a | instància de                                | Detalls | coordenades                                                          | Protecció                                                                                        | Commons (més fotos) | Dades a WD                    |
| ------ | ---------------------------------- | -------- | ------------------------------------------- | ------- | -------------------------------------------------------------------- | ------------------------------------------------------------------------------------------------ | ------------------- | ----------------------------- |
|        | Cova del Cingle                    | Tivissa  | jaciment arqueològic gruta amb art rupestre |         | 41° 00′ 52″ N, 0° 42′ 01″ E / 41.01455°N,0.70035°E                   | bé d'interès cultural lloc component de Patrimoni de la Humanitat bé cultural d'interès nacional |                     | Modifica les dades a Wikidata |
|        | Coves de Vilella                   | Tivissa  | jaciment arqueològic                        |         | 41° 00′ 45″ N, 0° 41′ 51″ E / 41.0123897640216°N,0.697545688326668°E |                                                                                                  |                     | Modifica les dades a Wikidata |
|        | Pintures rupestres de Font Vilella | Tivissa  | jaciment arqueològic                        |         | 41° 00′ 45″ N, 0° 41′ 51″ E / 41.0123805256015°N,0.697534118864345°E |                                                                                                  |                     | Modifica les dades a Wikidata |
|        | cova del Pi                        | Tivissa  | jaciment arqueològic gruta amb art rupestre |         | 41° 00′ 59″ N, 0° 41′ 58″ E / 41.016374°N,0.699523°E                 | bé d'interès cultural lloc component de Patrimoni de la Humanitat bé cultural d'interès nacional |                     | Modifica les dades a Wikidata |
|        | cova del Ramat                     | Tivissa  | jaciment arqueològic gruta amb art rupestre |         | 41° 00′ 55″ N, 0° 41′ 56″ E / 41.015243°N,0.698832°E                 | bé d'interès cultural lloc component de Patrimoni de la Humanitat bé cultural d'interès nacional |                     | Modifica les dades a Wikidata |
|        | cova del Taller                    | Tivissa  | jaciment arqueològic gruta amb art rupestre |         | 40° 56′ 29″ N, 0° 46′ 49″ E / 40.941477°N,0.780165°E                 | bé d'interès cultural lloc component de Patrimoni de la Humanitat bé cultural d'interès nacional |                     | Modifica les dades a Wikidata |

## masia
| imatge | Nom                                      | Ubicat a | instància de | Detalls                     | coordenades                                                                   | Protecció                                  | Commons (més fotos) | Dades a WD                    |
| ------ | ---------------------------------------- | -------- | ------------ | --------------------------- | ----------------------------------------------------------------------------- | ------------------------------------------ | ------------------- | ----------------------------- |
|        | Ca l'Alerany                             | Tivissa  | masia        | Estil: arquitectura popular | 41° 04′ 21″ N, 0° 45′ 07″ E / 41.07247°N,0.751867°E                           | bé integrant del patrimoni cultural català |                     | Modifica les dades a Wikidata |
|        | Can Brull                                | Tivissa  | masia        |                             | 40° 59′ 42″ N, 0° 38′ 54″ E / 40.995013983359°N,0.648446487754193°E           |                                            |                     | Modifica les dades a Wikidata |
|        | Can Jordi                                | Tivissa  | masia        |                             | 40° 57′ 47″ N, 0° 40′ 02″ E / 40.9629689040638°N,0.66718265808684°E           |                                            |                     | Modifica les dades a Wikidata |
|        | Can Margalef                             | Tivissa  | masia        |                             | 40° 59′ 54″ N, 0° 39′ 29″ E / 40.9983509835475°N,0.65794577854363°E           |                                            |                     | Modifica les dades a Wikidata |
|        | Can Vilella                              | Tivissa  | masia        |                             | 40° 59′ 47″ N, 0° 39′ 24″ E / 40.9963812274207°N,0.656755370929044°E          |                                            |                     | Modifica les dades a Wikidata |
|        | Canal de Burnou                          | Tivissa  | masia        |                             | 40° 58′ 47″ N, 0° 46′ 28″ E / 40.979644602677°N,0.774359828227572°E           |                                            |                     | Modifica les dades a Wikidata |
|        | Casa Feixa                               | Tivissa  | masia        |                             | 40° 57′ 16″ N, 0° 39′ 54″ E / 40.9543141066421°N,0.665016309136764°E          |                                            |                     | Modifica les dades a Wikidata |
|        | Casa Freixa                              | Tivissa  | masia        |                             | 40° 57′ 12″ N, 0° 39′ 49″ E / 40.9534474331364°N,0.66358554463213°E           |                                            |                     | Modifica les dades a Wikidata |
|        | Caseta Nova de la Serra                  | Tivissa  | masia        |                             | 41° 03′ 43″ N, 0° 42′ 20″ E / 41.062070833202°N,0.705547354642046°E           |                                            |                     | Modifica les dades a Wikidata |
|        | Caseta d'en Jaques                       | Tivissa  | masia        |                             | 41° 05′ 30″ N, 0° 44′ 25″ E / 41.091718339173°N,0.74025138219182°E            |                                            |                     | Modifica les dades a Wikidata |
|        | Caseta d'en Vinyals                      | Tivissa  | masia        |                             | 40° 59′ 09″ N, 0° 44′ 29″ E / 40.9858289991778°N,0.741309254440326°E          |                                            |                     | Modifica les dades a Wikidata |
|        | Caseta de Ca Domènec                     | Tivissa  | masia        |                             | 41° 05′ 39″ N, 0° 43′ 00″ E / 41.0940418365447°N,0.716662211207225°E          |                                            |                     | Modifica les dades a Wikidata |
|        | Caseta de Capcir                         | Tivissa  | masia        |                             | 41° 03′ 09″ N, 0° 45′ 47″ E / 41.052531498483°N,0.76301071623491°E            |                                            |                     | Modifica les dades a Wikidata |
|        | Caseta de Cuixa                          | Tivissa  | masia        |                             | 41° 00′ 58″ N, 0° 39′ 40″ E / 41.0161929472003°N,0.660988213581844°E          |                                            |                     | Modifica les dades a Wikidata |
|        | Caseta de Fraga                          | Tivissa  | masia        |                             | 41° 04′ 35″ N, 0° 45′ 28″ E / 41.0764503789146°N,0.757895870994013°E          |                                            |                     | Modifica les dades a Wikidata |
|        | Caseta de Joan de l'Illa                 | Tivissa  | masia        |                             | 41° 00′ 40″ N, 0° 39′ 45″ E / 41.0111450112013°N,0.662569983621149°E          |                                            |                     | Modifica les dades a Wikidata |
|        | Caseta de Magarells                      | Tivissa  | masia        |                             | 41° 06′ 14″ N, 0° 43′ 08″ E / 41.1037526472803°N,0.718993055915514°E          |                                            |                     | Modifica les dades a Wikidata |
|        | Caseta de Missamaroi                     | Tivissa  | masia        |                             | 41° 01′ 01″ N, 0° 42′ 38″ E / 41.0168745681887°N,0.710613446920343°E          |                                            |                     | Modifica les dades a Wikidata |
|        | Caseta de Montbaix                       | Tivissa  | masia        |                             | 41° 03′ 55″ N, 0° 42′ 44″ E / 41.0654109462635°N,0.71226228362481°E           |                                            |                     | Modifica les dades a Wikidata |
|        | Caseta de Santa Anna                     | Tivissa  | masia        |                             | 41° 03′ 30″ N, 0° 42′ 49″ E / 41.0583678684055°N,0.713648820082397°E          |                                            |                     | Modifica les dades a Wikidata |
|        | Caseta de la Conca                       | Tivissa  | masia        |                             | 41° 00′ 13″ N, 0° 42′ 52″ E / 41.0036541685954°N,0.714352819350005°E          |                                            |                     | Modifica les dades a Wikidata |
|        | Caseta de la Tria                        | Tivissa  | masia        |                             | 41° 03′ 12″ N, 0° 42′ 51″ E / 41.053374575338°N,0.714197930757°E              |                                            |                     | Modifica les dades a Wikidata |
|        | Caseta del Miquelillo                    | Tivissa  | masia        |                             | 41° 04′ 19″ N, 0° 42′ 57″ E / 41.0720048193777°N,0.715925568856418°E          |                                            |                     | Modifica les dades a Wikidata |
|        | Caseta del Renegar                       | Tivissa  | masia        |                             | 41° 03′ 10″ N, 0° 40′ 11″ E / 41.0526688231436°N,0.66972651192898°E           |                                            |                     | Modifica les dades a Wikidata |
|        | Caseta del Tivissà                       | Tivissa  | masia        |                             | 41° 03′ 41″ N, 0° 44′ 25″ E / 41.0614443486916°N,0.74037706066919°E           |                                            |                     | Modifica les dades a Wikidata |
|        | Caseta del Xoro                          | Tivissa  | masia        |                             | 40° 58′ 34″ N, 0° 39′ 16″ E / 40.9762470599018°N,0.654390239554773°E          |                                            |                     | Modifica les dades a Wikidata |
|        | Caseta dels Comuns                       | Tivissa  | masia        |                             | 41° 03′ 37″ N, 0° 44′ 31″ E / 41.0601489361699°N,0.741837510928411°E          |                                            |                     | Modifica les dades a Wikidata |
|        | Mas Nou                                  | Tivissa  | masia        |                             | 40° 56′ 06″ N, 0° 45′ 01″ E / 40.9351134892117°N,0.750295492925889°E          |                                            |                     | Modifica les dades a Wikidata |
|        | Mas Veset                                | Tivissa  | masia        |                             | 40° 56′ 51″ N, 0° 40′ 34″ E / 40.9474035692407°N,0.676058395759498°E          |                                            |                     | Modifica les dades a Wikidata |
|        | Mas d'Antònio Osorio                     | Tivissa  | masia        |                             | 41° 04′ 05″ N, 0° 41′ 13″ E / 41.0681503123976°N,0.687067387060878°E          |                                            |                     | Modifica les dades a Wikidata |
|        | Mas d'Eugeni el Carboner                 | Tivissa  | masia        |                             | 40° 57′ 05″ N, 0° 45′ 01″ E / 40.9513713892101°N,0.750278066243989°E          |                                            |                     | Modifica les dades a Wikidata |
|        | Mas d'en Baconer                         | Tivissa  | masia        |                             | 41° 04′ 31″ N, 0° 46′ 05″ E / 41.0753337297012°N,0.76811063876997°E           |                                            |                     | Modifica les dades a Wikidata |
|        | Mas d'en Bargalló                        | Tivissa  | masia        |                             | 40° 58′ 13″ N, 0° 40′ 12″ E / 40.9703305535337°N,0.669989234045506°E          |                                            |                     | Modifica les dades a Wikidata |
|        | Mas d'en Cisco                           | Tivissa  | masia        |                             | 40° 59′ 04″ N, 0° 46′ 39″ E / 40.9843173192775°N,0.77751894099601°E           |                                            |                     | Modifica les dades a Wikidata |
|        | Mas d'en Garrofer                        | Tivissa  | masia        |                             | 41° 00′ 05″ N, 0° 41′ 15″ E / 41.001500453251°N,0.68745801113618°E            |                                            |                     | Modifica les dades a Wikidata |
|        | Mas d'en Gil                             | Tivissa  | masia        |                             | 41° 02′ 23″ N, 0° 47′ 32″ E / 41.0398218122154°N,0.792128393226946°E          |                                            |                     | Modifica les dades a Wikidata |
|        | Mas d'en Jaumó                           | Tivissa  | masia        |                             | 40° 57′ 25″ N, 0° 40′ 50″ E / 40.9570667267022°N,0.680448104266776°E          |                                            |                     | Modifica les dades a Wikidata |
|        | Mas d'en Llop                            | Tivissa  | masia        |                             | 41° 05′ 42″ N, 0° 43′ 20″ E / 41.0951180296537°N,0.722339915538493°E          |                                            |                     | Modifica les dades a Wikidata |
|        | Mas d'en Maiola                          | Tivissa  | masia        |                             | 40° 58′ 55″ N, 0° 39′ 23″ E / 40.9818800050872°N,0.656330001919813°E          |                                            |                     | Modifica les dades a Wikidata |
|        | Mas d'en Micola                          | Tivissa  | masia        |                             | 40° 58′ 15″ N, 0° 39′ 54″ E / 40.9707419150899°N,0.664947933817124°E          |                                            |                     | Modifica les dades a Wikidata |
|        | Mas d'en Pla                             | Tivissa  | masia        |                             | 41° 05′ 59″ N, 0° 43′ 57″ E / 41.0995871349628°N,0.732461230423379°E          |                                            |                     | Modifica les dades a Wikidata |
|        | Mas d'en Prior                           | Tivissa  | masia        |                             | 41° 03′ 58″ N, 0° 40′ 57″ E / 41.0660392311951°N,0.682416730395155°E          |                                            |                     | Modifica les dades a Wikidata |
|        | Mas d'en Raboix                          | Tivissa  | masia        |                             | 40° 58′ 37″ N, 0° 39′ 52″ E / 40.9769306024976°N,0.664539436845919°E          |                                            |                     | Modifica les dades a Wikidata |
|        | Mas d'en Reboig                          | Tivissa  | masia        |                             | 40° 58′ 37″ N, 0° 40′ 09″ E / 40.976815440236°N,0.66930522694089°E            |                                            |                     | Modifica les dades a Wikidata |
|        | Mas d'en Saboc                           | Tivissa  | masia        |                             | 40° 59′ 47″ N, 0° 42′ 55″ E / 40.9963213224368°N,0.715212562080927°E          |                                            |                     | Modifica les dades a Wikidata |
|        | Mas d'en Sedó                            | Tivissa  | masia        |                             | 40° 59′ 58″ N, 0° 46′ 04″ E / 40.9995740311718°N,0.767649611469873°E          |                                            |                     | Modifica les dades a Wikidata |
|        | Mas d'en Tamboner                        | Tivissa  | masia        |                             | 40° 58′ 19″ N, 0° 39′ 28″ E / 40.9719050684815°N,0.657907262283028°E          |                                            |                     | Modifica les dades a Wikidata |
|        | Mas d'en Vicent                          | Tivissa  | masia        |                             | 41° 03′ 42″ N, 0° 49′ 16″ E / 41.061749700283°N,0.8210090182717°E             |                                            |                     | Modifica les dades a Wikidata |
|        | Mas de Barbereta                         | Tivissa  | masia        |                             | 41° 02′ 46″ N, 0° 39′ 44″ E / 41.046024067474°N,0.66210474819715°E            |                                            |                     | Modifica les dades a Wikidata |
|        | Mas de Barcelona                         | Tivissa  | masia        |                             | 41° 04′ 32″ N, 0° 41′ 18″ E / 41.0756586115532°N,0.688232409625282°E          |                                            |                     | Modifica les dades a Wikidata |
|        | Mas de Bausó                             | Tivissa  | masia        |                             | 40° 57′ 49″ N, 0° 44′ 31″ E / 40.9635547454127°N,0.741807816798671°E          |                                            |                     | Modifica les dades a Wikidata |
|        | Mas de Bep de Roc                        | Tivissa  | masia        |                             | 41° 01′ 06″ N, 0° 39′ 26″ E / 41.0183157057203°N,0.657297825550551°E          |                                            |                     | Modifica les dades a Wikidata |
|        | Mas de Biscorn                           | Tivissa  | masia        |                             | 41° 00′ 29″ N, 0° 40′ 42″ E / 41.0079411869913°N,0.678295406381242°E          |                                            |                     | Modifica les dades a Wikidata |
|        | Mas de Borles                            | Tivissa  | masia        |                             | 41° 00′ 14″ N, 0° 38′ 42″ E / 41.0039945773724°N,0.644940672284593°E          |                                            |                     | Modifica les dades a Wikidata |
|        | Mas de Bornou                            | Tivissa  | masia        |                             | 40° 57′ 02″ N, 0° 42′ 56″ E / 40.9504982713747°N,0.715510677388814°E          |                                            |                     | Modifica les dades a Wikidata |
|        | Mas de Borès                             | Tivissa  | masia        |                             | 41° 03′ 42″ N, 0° 40′ 35″ E / 41.061556122242°N,0.676279038860907°E           |                                            |                     | Modifica les dades a Wikidata |
|        | Mas de Burgans del Bo                    | Tivissa  | masia        |                             | 40° 57′ 28″ N, 0° 40′ 44″ E / 40.9577893319276°N,0.678759396222083°E          |                                            |                     | Modifica les dades a Wikidata |
|        | Mas de Burnou                            | Tivissa  | masia        |                             | 40° 59′ 27″ N, 0° 45′ 59″ E / 40.9909680760302°N,0.766513553735725°E          |                                            |                     | Modifica les dades a Wikidata |
|        | Mas de Ca Perlon                         | Tivissa  | masia        |                             | 41° 00′ 25″ N, 0° 39′ 38″ E / 41.0068999574246°N,0.660663067470677°E          |                                            |                     | Modifica les dades a Wikidata |
|        | Mas de Ca l'Istro                        | Tivissa  | masia        |                             | 41° 01′ 04″ N, 0° 39′ 35″ E / 41.0177439330936°N,0.659744100685845°E          |                                            |                     | Modifica les dades a Wikidata |
|        | Mas de Ca la Feliciana                   | Tivissa  | masia        |                             | 41° 00′ 26″ N, 0° 40′ 21″ E / 41.0071401296656°N,0.672521073880158°E          |                                            |                     | Modifica les dades a Wikidata |
|        | Mas de Cabdà                             | Tivissa  | masia        |                             | 41° 04′ 10″ N, 0° 45′ 11″ E / 41.0693918517826°N,0.752970489243398°E          |                                            |                     | Modifica les dades a Wikidata |
|        | Mas de Callau                            | Tivissa  | masia        |                             | 40° 57′ 41″ N, 0° 44′ 52″ E / 40.961491925499°N,0.747783599905506°E           |                                            |                     | Modifica les dades a Wikidata |
|        | Mas de Capcir                            | Tivissa  | masia        |                             | 41° 03′ 19″ N, 0° 45′ 59″ E / 41.055301083455°N,0.76648653658346°E            |                                            |                     | Modifica les dades a Wikidata |
|        | Mas de Capel Anton                       | Tivissa  | masia        |                             | 41° 02′ 26″ N, 0° 40′ 17″ E / 41.0405447978544°N,0.671486803636911°E          |                                            |                     | Modifica les dades a Wikidata |
|        | Mas de Capistol                          | Tivissa  | masia        |                             | 41° 00′ 20″ N, 0° 39′ 43″ E / 41.0056827026792°N,0.661930810338758°E          |                                            |                     | Modifica les dades a Wikidata |
|        | Mas de Carboner                          | Tivissa  | masia        |                             | 40° 56′ 39″ N, 0° 45′ 47″ E / 40.9442545834342°N,0.763182822268441°E          |                                            |                     | Modifica les dades a Wikidata |
|        | Mas de Carquinyola                       | Tivissa  | masia        |                             | 40° 57′ 55″ N, 0° 42′ 39″ E / 40.9653470026346°N,0.710756251672448°E          |                                            |                     | Modifica les dades a Wikidata |
|        | Mas de Carrascot                         | Tivissa  | masia        |                             | 40° 57′ 45″ N, 0° 42′ 50″ E / 40.962394216987°N,0.71377687135941°E            |                                            |                     | Modifica les dades a Wikidata |
|        | Mas de Carrasquet                        | Tivissa  | masia        |                             | 41° 03′ 50″ N, 0° 44′ 21″ E / 41.0639713623197°N,0.73925516652663°E           |                                            |                     | Modifica les dades a Wikidata |
|        | Mas de Castellnou                        | Tivissa  | masia        |                             | 41° 03′ 53″ N, 0° 47′ 41″ E / 41.06485231591°N,0.7947249324893°E              |                                            |                     | Modifica les dades a Wikidata |
|        | Mas de Castinyol                         | Tivissa  | masia        |                             | 41° 04′ 06″ N, 0° 46′ 15″ E / 41.0683585665353°N,0.770715022628173°E          |                                            |                     | Modifica les dades a Wikidata |
|        | Mas de Catalino                          | Tivissa  | masia        |                             | 40° 59′ 13″ N, 0° 40′ 19″ E / 40.9868979431914°N,0.671925817804464°E          |                                            |                     | Modifica les dades a Wikidata |
|        | Mas de Catan                             | Tivissa  | masia        |                             | 40° 56′ 59″ N, 0° 43′ 41″ E / 40.9496809289926°N,0.72792972188404°E           |                                            |                     | Modifica les dades a Wikidata |
|        | Mas de Cullero                           | Tivissa  | masia        |                             | 41° 01′ 30″ N, 0° 39′ 24″ E / 41.0250662559849°N,0.65661841681632°E           |                                            |                     | Modifica les dades a Wikidata |
|        | Mas de Càrpio                            | Tivissa  | masia        |                             | 41° 04′ 20″ N, 0° 40′ 45″ E / 41.0722429142693°N,0.679175648036495°E          |                                            |                     | Modifica les dades a Wikidata |
|        | Mas de Domènec                           | Tivissa  | masia        |                             | 41° 04′ 59″ N, 0° 41′ 55″ E / 41.0829559318142°N,0.698654457780817°E          |                                            |                     | Modifica les dades a Wikidata |
|        | Mas de Fabrian                           | Tivissa  | masia        |                             | 40° 56′ 53″ N, 0° 45′ 31″ E / 40.9479916183747°N,0.758494828844307°E          |                                            |                     | Modifica les dades a Wikidata |
|        | Mas de Felàs                             | Tivissa  | masia        |                             | 41° 01′ 26″ N, 0° 39′ 36″ E / 41.0237584900954°N,0.660078168838227°E          |                                            |                     | Modifica les dades a Wikidata |
|        | Mas de Fernando                          | Tivissa  | masia        |                             | 41° 03′ 02″ N, 0° 42′ 06″ E / 41.0505268666473°N,0.701641525567646°E          |                                            |                     | Modifica les dades a Wikidata |
|        | Mas de Fontit                            | Tivissa  | masia        |                             | 40° 59′ 40″ N, 0° 42′ 30″ E / 40.9945204651205°N,0.708439133218813°E          |                                            |                     | Modifica les dades a Wikidata |
|        | Mas de Franxo                            | Tivissa  | masia        |                             | 40° 59′ 27″ N, 0° 40′ 12″ E / 40.9907308280444°N,0.669936503060633°E          |                                            |                     | Modifica les dades a Wikidata |
|        | Mas de Garbinada                         | Tivissa  | masia        |                             | 40° 59′ 10″ N, 0° 43′ 58″ E / 40.9860118405501°N,0.732732799064333°E          |                                            |                     | Modifica les dades a Wikidata |
|        | Mas de Gatos                             | Tivissa  | masia        |                             | 41° 00′ 33″ N, 0° 39′ 27″ E / 41.0092240594752°N,0.657572489540224°E          |                                            |                     | Modifica les dades a Wikidata |
|        | Mas de Grau                              | Tivissa  | masia        |                             | 41° 03′ 12″ N, 0° 39′ 44″ E / 41.0532723642498°N,0.662173388237944°E          |                                            |                     | Modifica les dades a Wikidata |
|        | Mas de Gribo                             | Tivissa  | masia        |                             | 40° 58′ 11″ N, 0° 46′ 37″ E / 40.9696628089541°N,0.777072174554023°E          |                                            |                     | Modifica les dades a Wikidata |
|        | Mas de Guitarres                         | Tivissa  | masia        |                             | 40° 57′ 28″ N, 0° 44′ 20″ E / 40.9578764773423°N,0.738864721059125°E          |                                            |                     | Modifica les dades a Wikidata |
|        | Mas de Güelo                             | Tivissa  | masia        |                             | 41° 01′ 51″ N, 0° 39′ 37″ E / 41.0307680118248°N,0.6601748250076°E            |                                            |                     | Modifica les dades a Wikidata |
|        | Mas de Janó                              | Tivissa  | masia        |                             | 41° 02′ 13″ N, 0° 43′ 11″ E / 41.0368336448263°N,0.719652377754403°E          |                                            |                     | Modifica les dades a Wikidata |
|        | Mas de Jaume Marieto                     | Tivissa  | masia        |                             | 40° 59′ 23″ N, 0° 39′ 58″ E / 40.9897968938229°N,0.66607040934492°E           |                                            |                     | Modifica les dades a Wikidata |
|        | Mas de Jaume Solanes                     | Tivissa  | masia        |                             | 40° 57′ 18″ N, 0° 45′ 07″ E / 40.955023299812°N,0.751864897161736°E           |                                            |                     | Modifica les dades a Wikidata |
|        | Mas de Jaume de la Salvadora             | Tivissa  | masia        |                             | 40° 57′ 54″ N, 0° 42′ 27″ E / 40.9650227051419°N,0.707582884948074°E          |                                            |                     | Modifica les dades a Wikidata |
|        | Mas de Jaumó                             | Tivissa  | masia        |                             | 41° 02′ 22″ N, 0° 43′ 16″ E / 41.0395541262161°N,0.721033565550911°E          |                                            |                     | Modifica les dades a Wikidata |
|        | Mas de Joli                              | Tivissa  | masia        |                             | 41° 02′ 41″ N, 0° 44′ 09″ E / 41.0446205618735°N,0.735872854908812°E          |                                            |                     | Modifica les dades a Wikidata |
|        | Mas de Josep Maria Solanes               | Tivissa  | masia        |                             | 40° 57′ 19″ N, 0° 45′ 12″ E / 40.9553052074538°N,0.753387985929424°E          |                                            |                     | Modifica les dades a Wikidata |
|        | Mas de Josep Maria de Mig                | Tivissa  | masia        |                             | 41° 03′ 48″ N, 0° 41′ 18″ E / 41.0633573352476°N,0.688354055213885°E          |                                            |                     | Modifica les dades a Wikidata |
|        | Mas de Josep de la Tuis                  | Tivissa  | masia        |                             | 40° 56′ 54″ N, 0° 44′ 59″ E / 40.9483621158888°N,0.749774386507288°E          |                                            |                     | Modifica les dades a Wikidata |
|        | Mas de Llampec                           | Tivissa  | masia        |                             | 40° 58′ 27″ N, 0° 40′ 08″ E / 40.9741444840627°N,0.668844807981069°E          |                                            |                     | Modifica les dades a Wikidata |
|        | Mas de Llorell                           | Tivissa  | masia        |                             | 40° 57′ 26″ N, 0° 43′ 07″ E / 40.957087718137°N,0.71871255436723°E            |                                            |                     | Modifica les dades a Wikidata |
|        | Mas de Llucio                            | Tivissa  | masia        |                             | 40° 57′ 08″ N, 0° 45′ 06″ E / 40.9521626874075°N,0.751593688485969°E          |                                            |                     | Modifica les dades a Wikidata |
|        | Mas de Lluís de la Cova                  | Tivissa  | masia        |                             | 41° 03′ 52″ N, 0° 44′ 19″ E / 41.0644552173332°N,0.738667353650573°E          |                                            |                     | Modifica les dades a Wikidata |
|        | Mas de Magarús                           | Tivissa  | masia        |                             | 40° 56′ 55″ N, 0° 43′ 12″ E / 40.9486696605634°N,0.72005243162621°E           |                                            |                     | Modifica les dades a Wikidata |
|        | Mas de Mall                              | Tivissa  | masia        |                             | 41° 03′ 55″ N, 0° 39′ 51″ E / 41.0652111830423°N,0.664166239980144°E          |                                            |                     | Modifica les dades a Wikidata |
|        | Mas de Manuelet                          | Tivissa  | masia        |                             | 41° 01′ 20″ N, 0° 40′ 07″ E / 41.0220875563348°N,0.668735963884456°E          |                                            |                     | Modifica les dades a Wikidata |
|        | Mas de Marcó                             | Tivissa  | masia        |                             | 41° 05′ 39″ N, 0° 41′ 38″ E / 41.0942190835519°N,0.693915520548118°E          |                                            |                     | Modifica les dades a Wikidata |
|        | Mas de Marian                            | Tivissa  | masia        |                             | 41° 04′ 42″ N, 0° 42′ 18″ E / 41.078411362735°N,0.70499815674598°E            |                                            |                     | Modifica les dades a Wikidata |
|        | Mas de Mescales                          | Tivissa  | masia        |                             | 40° 59′ 14″ N, 0° 44′ 54″ E / 40.9872713568276°N,0.74827322535903°E           |                                            |                     | Modifica les dades a Wikidata |
|        | Mas de Mingall                           | Tivissa  | masia        |                             | 40° 56′ 55″ N, 0° 44′ 59″ E / 40.9486598561328°N,0.749799913226133°E          |                                            |                     | Modifica les dades a Wikidata |
|        | Mas de Mioma                             | Tivissa  | masia        |                             | 40° 58′ 17″ N, 0° 42′ 49″ E / 40.9714669810571°N,0.713681972475869°E          |                                            |                     | Modifica les dades a Wikidata |
|        | Mas de Montbaix                          | Tivissa  | masia        |                             | 41° 04′ 04″ N, 0° 43′ 16″ E / 41.0679000806985°N,0.721054338748798°E          |                                            |                     | Modifica les dades a Wikidata |
|        | Mas de Muntaner                          | Tivissa  | masia        |                             | 40° 59′ 16″ N, 0° 39′ 52″ E / 40.9878209570162°N,0.664571061811019°E          |                                            |                     | Modifica les dades a Wikidata |
|        | Mas de Natocs                            | Tivissa  | masia        |                             | 41° 02′ 34″ N, 0° 44′ 47″ E / 41.042691985019°N,0.746384359196936°E           |                                            |                     | Modifica les dades a Wikidata |
|        | Mas de Navarro                           | Tivissa  | masia        |                             | 41° 03′ 11″ N, 0° 39′ 27″ E / 41.0529815893737°N,0.657614646889993°E          |                                            |                     | Modifica les dades a Wikidata |
|        | Mas de Paco el Socs                      | Tivissa  | masia        |                             | 40° 59′ 59″ N, 0° 44′ 39″ E / 40.9997572467526°N,0.744221978032603°E          |                                            |                     | Modifica les dades a Wikidata |
|        | Mas de Pagès                             | Tivissa  | masia        |                             | 41° 03′ 02″ N, 0° 46′ 05″ E / 41.0506254421293°N,0.768030074692308°E          |                                            |                     | Modifica les dades a Wikidata |
|        | Mas de Pallaüc                           | Tivissa  | masia        |                             | 40° 59′ 14″ N, 0° 39′ 22″ E / 40.9872792234672°N,0.656079306458842°E          |                                            |                     | Modifica les dades a Wikidata |
|        | Mas de Pallisser                         | Tivissa  | masia        |                             | 40° 57′ 01″ N, 0° 43′ 45″ E / 40.9501401311082°N,0.729292065071564°E          |                                            |                     | Modifica les dades a Wikidata |
|        | Mas de Panerer                           | Tivissa  | masia        |                             | 40° 57′ 48″ N, 0° 42′ 11″ E / 40.9633583769919°N,0.703160821071115°E          |                                            |                     | Modifica les dades a Wikidata |
|        | Mas de Panxeta                           | Tivissa  | masia        |                             | 41° 04′ 03″ N, 0° 45′ 43″ E / 41.0674661645738°N,0.761854921200996°E          |                                            |                     | Modifica les dades a Wikidata |
|        | Mas de Pataca                            | Tivissa  | masia        |                             | 41° 01′ 57″ N, 0° 39′ 45″ E / 41.032523203829°N,0.66258268889958°E            |                                            |                     | Modifica les dades a Wikidata |
|        | Mas de Pedrós                            | Tivissa  | masia        |                             | 41° 03′ 18″ N, 0° 39′ 39″ E / 41.0549656555357°N,0.660840226522279°E          |                                            |                     | Modifica les dades a Wikidata |
|        | Mas de Peles                             | Tivissa  | masia        |                             | 41° 02′ 34″ N, 0° 46′ 09″ E / 41.042745451898°N,0.76929063985752°E            |                                            |                     | Modifica les dades a Wikidata |
|        | Mas de Pena                              | Tivissa  | masia        |                             | 41° 04′ 23″ N, 0° 45′ 21″ E / 41.0731853222174°N,0.755816837311537°E          |                                            |                     | Modifica les dades a Wikidata |
|        | Mas de Penetraga                         | Tivissa  | masia        |                             | 40° 57′ 47″ N, 0° 45′ 12″ E / 40.9629529210714°N,0.753413712112403°E          |                                            |                     | Modifica les dades a Wikidata |
|        | Mas de Pepa dels Tossals                 | Tivissa  | masia        |                             | 40° 57′ 45″ N, 0° 43′ 18″ E / 40.962561202212°N,0.721534775496868°E           |                                            |                     | Modifica les dades a Wikidata |
|        | Mas de Pere Borràs                       | Tivissa  | masia        |                             | 41° 03′ 08″ N, 0° 41′ 36″ E / 41.0521871892702°N,0.693231006579267°E          |                                            |                     | Modifica les dades a Wikidata |
|        | Mas de Peret de Déu                      | Tivissa  | masia        |                             | 40° 59′ 21″ N, 0° 44′ 46″ E / 40.989152557978°N,0.74613597414641°E            |                                            |                     | Modifica les dades a Wikidata |
|        | Mas de Picafocs                          | Tivissa  | masia        |                             | 40° 58′ 29″ N, 0° 47′ 18″ E / 40.974655910787°N,0.78822523877392°E            |                                            |                     | Modifica les dades a Wikidata |
|        | Mas de Pinver                            | Tivissa  | masia        |                             | 41° 02′ 24″ N, 0° 45′ 00″ E / 41.0400130866496°N,0.749878127323506°E          |                                            |                     | Modifica les dades a Wikidata |
|        | Mas de Planero                           | Tivissa  | masia        |                             | 40° 58′ 53″ N, 0° 39′ 45″ E / 40.9813046125713°N,0.662590335812098°E          |                                            |                     | Modifica les dades a Wikidata |
|        | Mas de Planero                           | Tivissa  | masia        |                             | 40° 59′ 42″ N, 0° 45′ 11″ E / 40.9949603301952°N,0.753182845722534°E          |                                            |                     | Modifica les dades a Wikidata |
|        | Mas de Popel                             | Tivissa  | masia        |                             | 40° 59′ 30″ N, 0° 39′ 59″ E / 40.9915353869679°N,0.666520231136378°E          |                                            |                     | Modifica les dades a Wikidata |
|        | Mas de Porró                             | Tivissa  | masia        |                             | 40° 57′ 01″ N, 0° 43′ 53″ E / 40.9501750862351°N,0.731524328862284°E          |                                            |                     | Modifica les dades a Wikidata |
|        | Mas de Rafel Salié                       | Tivissa  | masia        |                             | 41° 02′ 37″ N, 0° 44′ 07″ E / 41.0436249491092°N,0.735169384975049°E          |                                            |                     | Modifica les dades a Wikidata |
|        | Mas de Riba                              | Tivissa  | masia        |                             | 41° 02′ 39″ N, 0° 44′ 08″ E / 41.0441980968767°N,0.735459048186255°E          |                                            |                     | Modifica les dades a Wikidata |
|        | Mas de Rojals                            | Tivissa  | masia        |                             | 41° 01′ 35″ N, 0° 42′ 32″ E / 41.0262702558118°N,0.708860641915909°E          |                                            |                     | Modifica les dades a Wikidata |
|        | Mas de Rugidor                           | Tivissa  | masia        |                             | 41° 03′ 58″ N, 0° 41′ 10″ E / 41.0661327912579°N,0.686174142767737°E          |                                            |                     | Modifica les dades a Wikidata |
|        | Mas de Salvador la Clota                 | Tivissa  | masia        |                             | 40° 56′ 40″ N, 0° 45′ 00″ E / 40.9445028493768°N,0.750024245707725°E          |                                            |                     | Modifica les dades a Wikidata |
|        | Mas de Samarra                           | Tivissa  | masia        |                             | 41° 02′ 51″ N, 0° 42′ 33″ E / 41.0473725041629°N,0.709234925927339°E          |                                            |                     | Modifica les dades a Wikidata |
|        | Mas de Sauvelles                         | Tivissa  | masia        |                             | 41° 00′ 33″ N, 0° 45′ 09″ E / 41.009094422843°N,0.75259058178154°E            |                                            |                     | Modifica les dades a Wikidata |
|        | Mas de Segarreta                         | Tivissa  | masia        |                             | 41° 02′ 42″ N, 0° 41′ 27″ E / 41.0449584884708°N,0.69073534907412°E           |                                            |                     | Modifica les dades a Wikidata |
|        | Mas de Senén                             | Tivissa  | masia        |                             | 40° 56′ 26″ N, 0° 46′ 08″ E / 40.9405366498713°N,0.768867423640728°E          |                                            |                     | Modifica les dades a Wikidata |
|        | Mas de Serrano                           | Tivissa  | masia        |                             | 41° 04′ 43″ N, 0° 43′ 14″ E / 41.078718469782°N,0.72046154615982°E            |                                            |                     | Modifica les dades a Wikidata |
|        | Mas de Simetries                         | Tivissa  | masia        |                             | 41° 01′ 36″ N, 0° 39′ 44″ E / 41.0266680004001°N,0.662306305641483°E          |                                            |                     | Modifica les dades a Wikidata |
|        | Mas de Simonet                           | Tivissa  | masia        |                             | 41° 00′ 04″ N, 0° 40′ 11″ E / 41.001141357832°N,0.66963691559703°E            |                                            |                     | Modifica les dades a Wikidata |
|        | Mas de Soler                             | Tivissa  | masia        |                             | 40° 59′ 26″ N, 0° 38′ 48″ E / 40.9905629204313°N,0.646607664575911°E          |                                            |                     | Modifica les dades a Wikidata |
|        | Mas de Tita                              | Tivissa  | masia        |                             | 40° 56′ 29″ N, 0° 45′ 30″ E / 40.941369111226°N,0.758386250711468°E           |                                            |                     | Modifica les dades a Wikidata |
|        | Mas de Toio                              | Tivissa  | masia        |                             | 40° 56′ 48″ N, 0° 40′ 26″ E / 40.9466498680847°N,0.67397029707318°E           |                                            |                     | Modifica les dades a Wikidata |
|        | Mas de Toni Baralluga                    | Tivissa  | masia        |                             | 40° 56′ 26″ N, 0° 48′ 00″ E / 40.9406844677099°N,0.799984052815942°E          |                                            |                     | Modifica les dades a Wikidata |
|        | Mas de Toríbio                           | Tivissa  | masia        |                             | 40° 56′ 46″ N, 0° 45′ 21″ E / 40.94610881272°N,0.75591639021939°E             |                                            |                     | Modifica les dades a Wikidata |
|        | Mas de Valero                            | Tivissa  | masia        |                             | 41° 05′ 15″ N, 0° 45′ 59″ E / 41.0874134382972°N,0.766308867964292°E          |                                            |                     | Modifica les dades a Wikidata |
|        | Mas de Verdura                           | Tivissa  | masia        |                             | 41° 01′ 38″ N, 0° 43′ 26″ E / 41.0271166666668°N,0.723841444989245°E          |                                            |                     | Modifica les dades a Wikidata |
|        | Mas de Vidillo                           | Tivissa  | masia        |                             | 40° 59′ 02″ N, 0° 39′ 37″ E / 40.9839704460948°N,0.660356662623029°E          |                                            |                     | Modifica les dades a Wikidata |
|        | Mas de Vilanova                          | Tivissa  | masia        |                             | 41° 03′ 31″ N, 0° 39′ 21″ E / 41.0585757606753°N,0.655881046193755°E          |                                            |                     | Modifica les dades a Wikidata |
|        | Mas de Vileu                             | Tivissa  | masia        |                             | 40° 59′ 38″ N, 0° 40′ 15″ E / 40.9938448742985°N,0.670706508513666°E          |                                            |                     | Modifica les dades a Wikidata |
|        | Mas de Visiorné                          | Tivissa  | masia        |                             | 40° 59′ 59″ N, 0° 45′ 49″ E / 40.9998582829532°N,0.763728505661947°E          |                                            |                     | Modifica les dades a Wikidata |
|        | Mas de Xerels                            | Tivissa  | masia        |                             | 40° 56′ 23″ N, 0° 47′ 54″ E / 40.9398313116885°N,0.798230624018429°E          |                                            |                     | Modifica les dades a Wikidata |
|        | Mas de Ximarrilles                       | Tivissa  | masia        |                             | 40° 58′ 16″ N, 0° 45′ 47″ E / 40.9710483461235°N,0.763026400447953°E          |                                            |                     | Modifica les dades a Wikidata |
|        | Mas de l'Abellar                         | Tivissa  | masia        |                             | 40° 58′ 23″ N, 0° 47′ 01″ E / 40.9731212480882°N,0.783599358708874°E          |                                            |                     | Modifica les dades a Wikidata |
|        | Mas de l'Abelles                         | Tivissa  | masia        |                             | 40° 57′ 58″ N, 0° 43′ 31″ E / 40.9660673607889°N,0.725299849770262°E          |                                            |                     | Modifica les dades a Wikidata |
|        | Mas de l'Andreu                          | Tivissa  | masia        |                             | 41° 01′ 05″ N, 0° 41′ 30″ E / 41.0181709735051°N,0.691624082041569°E          |                                            |                     | Modifica les dades a Wikidata |
|        | Mas de l'Anita                           | Tivissa  | masia        |                             | 41° 05′ 09″ N, 0° 45′ 53″ E / 41.0858945332579°N,0.764622255826041°E          |                                            |                     | Modifica les dades a Wikidata |
|        | Mas de l'Antoni l'Aleix                  | Tivissa  | masia        |                             | 40° 56′ 19″ N, 0° 47′ 05″ E / 40.9386150824785°N,0.784587444373298°E          |                                            |                     | Modifica les dades a Wikidata |
|        | Mas de l'Antònio de la Torre de Frauques | Tivissa  | masia        |                             | 40° 56′ 18″ N, 0° 45′ 11″ E / 40.9381944555653°N,0.753089142213106°E          |                                            |                     | Modifica les dades a Wikidata |
|        | Mas de l'Arany                           | Tivissa  | masia        |                             | 41° 04′ 21″ N, 0° 45′ 07″ E / 41.072625032385°N,0.752027196606331°E           |                                            |                     | Modifica les dades a Wikidata |
|        | Mas de l'Aumedina                        | Tivissa  | masia        |                             | 41° 03′ 01″ N, 0° 43′ 37″ E / 41.0503730468905°N,0.727025604466329°E          |                                            |                     | Modifica les dades a Wikidata |
|        | Mas de l'Esparter                        | Tivissa  | masia        |                             | 40° 56′ 55″ N, 0° 42′ 50″ E / 40.9487006179702°N,0.713885731247548°E          |                                            |                     | Modifica les dades a Wikidata |
|        | Mas de l'Esquerrer                       | Tivissa  | masia        |                             | 40° 59′ 29″ N, 0° 45′ 01″ E / 40.9912736937216°N,0.750276747943267°E          |                                            |                     | Modifica les dades a Wikidata |
|        | Mas de l'Estadella                       | Tivissa  | masia        |                             | 41° 03′ 35″ N, 0° 49′ 47″ E / 41.0597911957123°N,0.829587835525677°E          |                                            |                     | Modifica les dades a Wikidata |
|        | Mas de l'Havanera                        | Tivissa  | masia        |                             | 40° 59′ 08″ N, 0° 40′ 05″ E / 40.9854690372516°N,0.668077362887002°E          |                                            |                     | Modifica les dades a Wikidata |
|        | Mas de la Clota                          | Tivissa  | masia        |                             | 40° 57′ 16″ N, 0° 45′ 40″ E / 40.9545178721263°N,0.761066008452088°E          |                                            |                     | Modifica les dades a Wikidata |
|        | Mas de la Conca                          | Tivissa  | masia        |                             | 41° 00′ 17″ N, 0° 42′ 46″ E / 41.0047585899527°N,0.712816511799165°E          |                                            |                     | Modifica les dades a Wikidata |
|        | Mas de la Costa                          | Tivissa  | masia        |                             | 41° 03′ 29″ N, 0° 40′ 02″ E / 41.0579420121876°N,0.667255624292113°E          |                                            |                     | Modifica les dades a Wikidata |
|        | Mas de la Creu del Vicari                | Tivissa  | masia        |                             | 41° 03′ 37″ N, 0° 41′ 27″ E / 41.060139658995°N,0.690941951885921°E           |                                            |                     | Modifica les dades a Wikidata |
|        | Mas de la Cuna                           | Tivissa  | masia        |                             | 41° 02′ 03″ N, 0° 41′ 46″ E / 41.0340513617548°N,0.696160288908866°E          |                                            |                     | Modifica les dades a Wikidata |
|        | Mas de la Devesa                         | Tivissa  | masia        |                             | 40° 59′ 43″ N, 0° 44′ 11″ E / 40.995267050227°N,0.73641712621974°E            |                                            |                     | Modifica les dades a Wikidata |
|        | Mas de la Guinardera                     | Tivissa  | masia        |                             | 40° 57′ 40″ N, 0° 44′ 45″ E / 40.9610137136567°N,0.745898730995673°E          |                                            |                     | Modifica les dades a Wikidata |
|        | Mas de la Murtera de Dalt                | Tivissa  | masia        |                             | 40° 58′ 31″ N, 0° 46′ 13″ E / 40.9751694601981°N,0.770243722889915°E          |                                            |                     | Modifica les dades a Wikidata |
|        | Mas de la Rabassa                        | Tivissa  | masia        |                             | 40° 57′ 20″ N, 0° 44′ 24″ E / 40.9555220324474°N,0.740061922868022°E          |                                            |                     | Modifica les dades a Wikidata |
|        | Mas de la Rabasseta                      | Tivissa  | masia        |                             | 40° 57′ 27″ N, 0° 44′ 41″ E / 40.957601871786°N,0.74483378124931°E            |                                            |                     | Modifica les dades a Wikidata |
|        | Mas de la Serra                          | Tivissa  | masia        |                             | 41° 03′ 27″ N, 0° 43′ 36″ E / 41.0575248924834°N,0.726577010459486°E          |                                            |                     | Modifica les dades a Wikidata |
|        | Mas de la Tecleta                        | Tivissa  | masia        |                             | 40° 59′ 11″ N, 0° 43′ 58″ E / 40.9862899425735°N,0.732675722472639°E          |                                            |                     | Modifica les dades a Wikidata |
|        | Mas de la Toa                            | Tivissa  | masia        |                             | 40° 58′ 51″ N, 0° 41′ 56″ E / 40.9808127506207°N,0.699013192818559°E 295 msnm |                                            | Mas de la Toa       | Modifica les dades a Wikidata |
|        | Mas de les Càrcoles                      | Tivissa  | masia        |                             | 41° 02′ 31″ N, 0° 40′ 57″ E / 41.041932169059°N,0.68247359894209°E            |                                            |                     | Modifica les dades a Wikidata |
|        | Mas de les Meliques                      | Tivissa  | masia        |                             | 41° 01′ 12″ N, 0° 45′ 42″ E / 41.0200809607°N,0.76173106006746°E              |                                            |                     | Modifica les dades a Wikidata |
|        | Mas de les Rioles                        | Tivissa  | masia        |                             | 41° 00′ 27″ N, 0° 46′ 20″ E / 41.0074635333598°N,0.772258328824485°E          |                                            |                     | Modifica les dades a Wikidata |
|        | Mas de les Vares                         | Tivissa  | masia        |                             | 40° 58′ 55″ N, 0° 40′ 25″ E / 40.9818595124916°N,0.673541269845207°E          |                                            |                     | Modifica les dades a Wikidata |
|        | Mas de na Garús                          | Tivissa  | masia        |                             | 40° 59′ 05″ N, 0° 42′ 37″ E / 40.9846331982073°N,0.710386253452029°E          |                                            |                     | Modifica les dades a Wikidata |
|        | Mas del Bo                               | Tivissa  | masia        |                             | 41° 02′ 14″ N, 0° 46′ 15″ E / 41.0371166332511°N,0.770925311405681°E          |                                            |                     | Modifica les dades a Wikidata |
|        | Mas del Bou                              | Tivissa  | masia        |                             | 40° 58′ 58″ N, 0° 40′ 33″ E / 40.9828437784615°N,0.67589573377209°E           |                                            |                     | Modifica les dades a Wikidata |
|        | Mas del Carboner                         | Tivissa  | masia        |                             | 41° 02′ 38″ N, 0° 44′ 05″ E / 41.043929701743°N,0.734635463652231°E           |                                            |                     | Modifica les dades a Wikidata |
|        | Mas del Cocó                             | Tivissa  | masia        |                             | 41° 04′ 55″ N, 0° 43′ 39″ E / 41.081971354301°N,0.727543733780516°E           |                                            |                     | Modifica les dades a Wikidata |
|        | Mas del Costa                            | Tivissa  | masia        |                             | 41° 02′ 48″ N, 0° 41′ 15″ E / 41.0467688858311°N,0.687590583551384°E          |                                            |                     | Modifica les dades a Wikidata |
|        | Mas del Cubano                           | Tivissa  | masia        |                             | 40° 59′ 06″ N, 0° 40′ 26″ E / 40.985012102314°N,0.67377097917936°E            |                                            |                     | Modifica les dades a Wikidata |
|        | Mas del Cucut                            | Tivissa  | masia        |                             | 41° 03′ 35″ N, 0° 50′ 02″ E / 41.0596651956647°N,0.833899759349527°E          |                                            |                     | Modifica les dades a Wikidata |
|        | Mas del Cucó de Sirveri                  | Tivissa  | masia        |                             | 40° 57′ 27″ N, 0° 46′ 43″ E / 40.9574344270073°N,0.778658918930833°E          |                                            |                     | Modifica les dades a Wikidata |
|        | Mas del Floro                            | Tivissa  | masia        |                             | 41° 04′ 17″ N, 0° 43′ 29″ E / 41.0714504175546°N,0.724776012043131°E          |                                            |                     | Modifica les dades a Wikidata |
|        | Mas del Fuseller                         | Tivissa  | masia        |                             | 40° 57′ 07″ N, 0° 43′ 55″ E / 40.9519680812494°N,0.732009428531421°E          |                                            |                     | Modifica les dades a Wikidata |
|        | Mas del Garrofer                         | Tivissa  | masia        |                             | 41° 04′ 29″ N, 0° 41′ 49″ E / 41.074671701939°N,0.696967728998207°E           |                                            |                     | Modifica les dades a Wikidata |
|        | Mas del Maco                             | Tivissa  | masia        |                             | 40° 56′ 20″ N, 0° 44′ 58″ E / 40.9388538540296°N,0.749491475562053°E          |                                            |                     | Modifica les dades a Wikidata |
|        | Mas del Mano                             | Tivissa  | masia        |                             | 41° 03′ 53″ N, 0° 47′ 09″ E / 41.0648407423641°N,0.785864621673201°E          |                                            |                     | Modifica les dades a Wikidata |
|        | Mas del Manou                            | Tivissa  | masia        |                             | 41° 00′ 01″ N, 0° 44′ 06″ E / 41.0002971625305°N,0.735013256436682°E          |                                            |                     | Modifica les dades a Wikidata |
|        | Mas del Massariu                         | Tivissa  | masia        |                             | 40° 57′ 38″ N, 0° 44′ 18″ E / 40.9604315872766°N,0.73825467345857°E           |                                            |                     | Modifica les dades a Wikidata |
|        | Mas del Miquelillo                       | Tivissa  | masia        |                             | 41° 04′ 09″ N, 0° 42′ 20″ E / 41.0691938605349°N,0.705466242145944°E          |                                            |                     | Modifica les dades a Wikidata |
|        | Mas del Molló                            | Tivissa  | masia        |                             | 41° 04′ 07″ N, 0° 39′ 45″ E / 41.068549569789°N,0.66249672648179°E            |                                            |                     | Modifica les dades a Wikidata |
|        | Mas del Ninyo                            | Tivissa  | masia        |                             | 41° 00′ 21″ N, 0° 40′ 00″ E / 41.0058354666318°N,0.666800327586486°E          |                                            |                     | Modifica les dades a Wikidata |
|        | Mas del Pagès                            | Tivissa  | masia        |                             | 41° 02′ 25″ N, 0° 46′ 35″ E / 41.040182985116°N,0.77651495195495°E            |                                            |                     | Modifica les dades a Wikidata |
|        | Mas del Pere                             | Tivissa  | masia        |                             | 41° 04′ 33″ N, 0° 41′ 26″ E / 41.0759486424485°N,0.690567080186898°E          |                                            |                     | Modifica les dades a Wikidata |
|        | Mas del Pi                               | Tivissa  | masia        |                             | 40° 58′ 11″ N, 0° 39′ 41″ E / 40.9697795534821°N,0.661464346640454°E          |                                            |                     | Modifica les dades a Wikidata |
|        | Mas del Pont de l'Oliva                  | Tivissa  | masia        |                             | 41° 03′ 30″ N, 0° 44′ 16″ E / 41.058344570647°N,0.73782473121779°E            |                                            |                     | Modifica les dades a Wikidata |
|        | Mas del Pujol                            | Tivissa  | masia        |                             | 41° 03′ 01″ N, 0° 41′ 16″ E / 41.0502029687861°N,0.687708250648085°E          |                                            |                     | Modifica les dades a Wikidata |
|        | Mas del Quiquet                          | Tivissa  | masia        |                             | 41° 02′ 05″ N, 0° 40′ 10″ E / 41.0346036505191°N,0.669436179022582°E          |                                            |                     | Modifica les dades a Wikidata |
|        | Mas del Rabassó                          | Tivissa  | masia        |                             | 40° 57′ 22″ N, 0° 44′ 29″ E / 40.9561890565715°N,0.741464908283347°E          |                                            |                     | Modifica les dades a Wikidata |
|        | Mas del Ramer                            | Tivissa  | masia        |                             | 41° 04′ 05″ N, 0° 49′ 28″ E / 41.0681882059342°N,0.824455807541339°E          |                                            |                     | Modifica les dades a Wikidata |
|        | Mas del Roig de l'Hostal                 | Tivissa  | masia        |                             | 41° 03′ 39″ N, 0° 49′ 40″ E / 41.060749096923°N,0.82784271099401°E            |                                            |                     | Modifica les dades a Wikidata |
|        | Mas del Roquell                          | Tivissa  | masia        |                             | 41° 03′ 29″ N, 0° 39′ 43″ E / 41.0581650901838°N,0.661821573839177°E          |                                            |                     | Modifica les dades a Wikidata |
|        | Mas del Santiago Borràs                  | Tivissa  | masia        |                             | 41° 03′ 41″ N, 0° 48′ 58″ E / 41.0614012001795°N,0.816123302934481°E          |                                            |                     | Modifica les dades a Wikidata |
|        | Mas del Sord                             | Tivissa  | masia        |                             | 40° 57′ 58″ N, 0° 46′ 14″ E / 40.9659861425351°N,0.770457953340156°E          |                                            |                     | Modifica les dades a Wikidata |
|        | Mas del Tivissà                          | Tivissa  | masia        |                             | 41° 04′ 33″ N, 0° 39′ 58″ E / 41.0759623626634°N,0.66622554670363°E           |                                            |                     | Modifica les dades a Wikidata |
|        | Mas del Torrero                          | Tivissa  | masia        |                             | 40° 58′ 00″ N, 0° 39′ 37″ E / 40.966722130468°N,0.66015427989153°E            |                                            |                     | Modifica les dades a Wikidata |
|        | Mas dels Alemanys                        | Tivissa  | masia        |                             | 40° 58′ 59″ N, 0° 44′ 52″ E / 40.9829370401914°N,0.7477194508764°E            |                                            |                     | Modifica les dades a Wikidata |
|        | Mas dels Bous                            | Tivissa  | masia        |                             | 40° 59′ 09″ N, 0° 40′ 19″ E / 40.9857830428384°N,0.672024481690559°E          |                                            |                     | Modifica les dades a Wikidata |
|        | Mas i Corral de Quintana                 | Tivissa  | masia        |                             | 40° 59′ 49″ N, 0° 40′ 14″ E / 40.9969380223°N,0.670443020044143°E             |                                            |                     | Modifica les dades a Wikidata |
|        | Maset d'Eloi                             | Tivissa  | masia        | Estat: ruïnós               | 40° 59′ 56″ N, 0° 45′ 20″ E / 40.999006°N,0.755548°E 415 msnm                 |                                            |                     | Modifica les dades a Wikidata |
|        | Maset de Ca la Feliça                    | Tivissa  | masia        |                             | 41° 01′ 25″ N, 0° 39′ 55″ E / 41.023570806647°N,0.66527805603446°E            |                                            |                     | Modifica les dades a Wikidata |
|        | Maset de Pere la Mola                    | Tivissa  | masia        |                             | 41° 04′ 42″ N, 0° 41′ 59″ E / 41.0783179475511°N,0.699590025826419°E          |                                            |                     | Modifica les dades a Wikidata |
|        | Maset de la Creu                         | Tivissa  | masia        |                             | 41° 03′ 29″ N, 0° 40′ 47″ E / 41.0581046783583°N,0.679768131319101°E          |                                            |                     | Modifica les dades a Wikidata |
|        | Masia d'en Giner                         | Tivissa  | masia        |                             | 40° 59′ 37″ N, 0° 44′ 52″ E / 40.9936299227831°N,0.747783355976587°E          |                                            |                     | Modifica les dades a Wikidata |
|        | Masia de Frides                          | Tivissa  | masia        |                             | 40° 59′ 06″ N, 0° 42′ 56″ E / 40.9850676200545°N,0.715482358157491°E          |                                            |                     | Modifica les dades a Wikidata |
|        | Masia de Mingo Gervasi                   | Tivissa  | masia        |                             | 40° 57′ 07″ N, 0° 44′ 32″ E / 40.95189162489°N,0.742336142388709°E            |                                            |                     | Modifica les dades a Wikidata |
|        | Masia del Puntaire                       | Tivissa  | masia        |                             | 40° 59′ 21″ N, 0° 43′ 54″ E / 40.9890886097685°N,0.731628837726032°E          |                                            |                     | Modifica les dades a Wikidata |
|        | Masos del Ruf                            | Tivissa  | masia        |                             | 41° 02′ 42″ N, 0° 40′ 45″ E / 41.0449514972992°N,0.679183486962448°E          |                                            |                     | Modifica les dades a Wikidata |
|        | Mescales de Butxaques                    | Tivissa  | masia        |                             | 40° 58′ 50″ N, 0° 45′ 12″ E / 40.9804458035909°N,0.753449892251696°E          |                                            |                     | Modifica les dades a Wikidata |
|        | Mescales de Panxot                       | Tivissa  | masia        |                             | 40° 58′ 58″ N, 0° 45′ 12″ E / 40.9826566564318°N,0.753196543952597°E          |                                            |                     | Modifica les dades a Wikidata |
|        | Torre del Mas d'en Frauques              | Tivissa  | masia        |                             | 40° 56′ 17″ N, 0° 45′ 03″ E / 40.938066°N,0.7508°E                            | bé cultural d'interès nacional             |                     | Modifica les dades a Wikidata |
|        | Torre del Mas de l'Aumet                 | Tivissa  | masia        |                             | 40° 59′ 28″ N, 0° 46′ 01″ E / 40.991227°N,0.76698°E                           | bé cultural d'interès nacional             |                     | Modifica les dades a Wikidata |
|        | el Vaquer                                | Tivissa  | masia        |                             | 41° 04′ 15″ N, 0° 49′ 25″ E / 41.0709197686435°N,0.823627802510253°E          |                                            |                     | Modifica les dades a Wikidata |
|        | la Coma de la Serra                      | Tivissa  | masia        |                             | 41° 03′ 36″ N, 0° 43′ 48″ E / 41.0600689009131°N,0.729976038921898°E          |                                            |                     | Modifica les dades a Wikidata |
|        | la Creueta de la Riba                    | Tivissa  | masia        |                             | 41° 02′ 40″ N, 0° 44′ 16″ E / 41.0443606651777°N,0.737773402330986°E          |                                            |                     | Modifica les dades a Wikidata |
|        | la Múrtera                               | Tivissa  | masia        |                             | 40° 58′ 43″ N, 0° 45′ 52″ E / 40.978698181124°N,0.76431979247307°E            |                                            |                     | Modifica les dades a Wikidata |
|        | la Múrtera de Baix                       | Tivissa  | masia        |                             | 40° 58′ 08″ N, 0° 46′ 18″ E / 40.96893473237°N,0.77177959209894°E             |                                            |                     | Modifica les dades a Wikidata |
|        | la Plana d'Escoda                        | Tivissa  | masia        |                             | 41° 05′ 10″ N, 0° 42′ 31″ E / 41.0861010668383°N,0.708675468462769°E          |                                            |                     | Modifica les dades a Wikidata |
|        | les Plantadetes                          | Tivissa  | masia        |                             | 40° 59′ 17″ N, 0° 44′ 25″ E / 40.988136103243°N,0.74022718509892°E            |                                            |                     | Modifica les dades a Wikidata |

## molí d'aigua
| imatge | Nom                    | Ubicat a | instància de | Detalls                     | coordenades | Protecció                                  | Commons (més fotos) | Dades a WD                    |
| ------ | ---------------------- | -------- | ------------ | --------------------------- | ----------- | ------------------------------------------ | ------------------- | ----------------------------- |
|        | Molí de Pere Borràs    | Tivissa  | molí d'aigua | Estil: arquitectura popular |             | bé integrant del patrimoni cultural català |                     | Modifica les dades a Wikidata |
|        | Molí de Pere Borràs II | Tivissa  | molí d'aigua | Estil: arquitectura popular |             | bé integrant del patrimoni cultural català |                     | Modifica les dades a Wikidata |
|        | Molí del Rei           | Tivissa  | molí d'aigua | Estil: arquitectura popular |             | bé integrant del patrimoni cultural català |                     | Modifica les dades a Wikidata |
|        | Molí dels Horts        | Tivissa  | molí d'aigua | Estil: arquitectura popular |             | bé integrant del patrimoni cultural català |                     | Modifica les dades a Wikidata |

## muntanya
| imatge | Nom                  | Ubicat a                                     | instància de       | Detalls | coordenades                                                             | Protecció | Commons (més fotos)          | Dades a WD                    |
| ------ | -------------------- | -------------------------------------------- | ------------------ | ------- | ----------------------------------------------------------------------- | --------- | ---------------------------- | ----------------------------- |
|        | Coll de Basquetes    | Tivissa                                      | muntanya           |         | 40° 56′ 45″ N, 0° 44′ 15″ E / 40.9457°N,0.737494°E 286.2 msnm           |           |                              | Modifica les dades a Wikidata |
|        | Coll de Bassoles     | Tivissa                                      | muntanya           |         | 40° 56′ 38″ N, 0° 45′ 59″ E / 40.943878°N,0.766305°E 303 msnm           |           |                              | Modifica les dades a Wikidata |
|        | Coll de les Marrades | Tivissa                                      | muntanya           |         | 41° 00′ 32″ N, 0° 42′ 24″ E / 41.0089°N,0.706775°E 474.4 msnm           |           |                              | Modifica les dades a Wikidata |
|        | Coll del Ferro       | Tivissa                                      | muntanya           |         | 40° 57′ 04″ N, 0° 46′ 03″ E / 40.9512°N,0.767386°E 297.3 msnm           |           |                              | Modifica les dades a Wikidata |
|        | Coll del Ventall     | Tivissa                                      | muntanya           |         | 41° 01′ 50″ N, 0° 42′ 51″ E / 41.03066667°N,0.71408611°E 533.3 msnm     |           |                              | Modifica les dades a Wikidata |
|        | Miranda de Llaberia  | Colldejou Tivissa                            | muntanya           |         | 41° 05′ 33″ N, 0° 51′ 45″ E / 41.092629°N,0.862623°E 919 msnm           |           | Miranda de Llaberia          | Modifica les dades a Wikidata |
|        | Mola de Binirills    | Tivissa                                      | muntanya           |         | 40° 59′ 47″ N, 0° 41′ 40″ E / 40.99644444°N,0.69451389°E 461.2 msnm     |           |                              | Modifica les dades a Wikidata |
|        | Mola de Genessies    | Tivissa Vandellòs i l'Hospitalet de l'Infant | muntanya           |         | 41° 00′ 59″ N, 0° 47′ 08″ E / 41.0162924783°N,0.785434472003°E 711 msnm |           | Mola de Genessies            | Modifica les dades a Wikidata |
|        | Mola del Perelló     | Tivissa                                      | muntanya           |         | 41° 03′ 14″ N, 0° 47′ 13″ E / 41.054°N,0.78682778°E 617.2 msnm          |           |                              | Modifica les dades a Wikidata |
|        | Mont-redon           | Tivissa                                      | muntanya           |         | 41° 04′ 48″ N, 0° 52′ 10″ E / 41.08005556°N,0.86944306°E 864 msnm       |           | Mont-redon                   | Modifica les dades a Wikidata |
|        | Montalt              | Tivissa                                      | muntanya           |         | 41° 04′ 06″ N, 0° 48′ 12″ E / 41.0683345646°N,0.803218722587°E 766 msnm |           | Montalt (Tivissa)            | Modifica les dades a Wikidata |
|        | Pena-roges           | Tivissa                                      | muntanya           |         | 41° 00′ 57″ N, 0° 40′ 53″ E / 41.01588889°N,0.68145278°E 250.8 msnm     |           |                              | Modifica les dades a Wikidata |
|        | Punta del Corb       | Tivissa                                      | muntanya           |         | 41° 01′ 24″ N, 0° 46′ 07″ E / 41.02333333°N,0.76860528°E 649.1 msnm     |           |                              | Modifica les dades a Wikidata |
|        | Roca de Migdia       | Tivissa                                      | muntanya           |         | 40° 58′ 09″ N, 0° 47′ 24″ E / 40.9693°N,0.790075°E 586.3 msnm           |           |                              | Modifica les dades a Wikidata |
|        | Roca de la Llena     | Tivissa                                      | muntanya           |         | 41° 01′ 47″ N, 0° 45′ 11″ E / 41.02966667°N,0.75293333°E 621.5 msnm     |           |                              | Modifica les dades a Wikidata |
|        | Roca del Migdia      | Tivissa                                      | muntanya           |         | 41° 00′ 45″ N, 0° 44′ 55″ E / 41.01252778°N,0.74855°E 687.9 msnm        |           |                              | Modifica les dades a Wikidata |
|        | Serra de la Creu     | Tivissa                                      | muntanya serralada |         | 41° 00′ 43″ N, 0° 44′ 13″ E / 41.0119°N,0.736944°E 719 msnm             |           |                              | Modifica les dades a Wikidata |
|        | Serra de la Talaia   | Tivissa                                      | muntanya serralada |         | 40° 58′ 28″ N, 0° 46′ 05″ E / 40.9744°N,0.767947°E 422.3 msnm           |           |                              | Modifica les dades a Wikidata |
|        | Tossa del Morral     | Tivissa                                      | muntanya           |         | 41° 04′ 11″ N, 0° 50′ 20″ E / 41.0696°N,0.838758°E 651.7 msnm           |           |                              | Modifica les dades a Wikidata |
|        | Tossal Gran          | Tivissa                                      | muntanya           |         | 41° 05′ 01″ N, 0° 51′ 00″ E / 41.0836°N,0.850092°E 850.3 msnm           |           |                              | Modifica les dades a Wikidata |
|        | Tossal de Montagut   | Tivissa l'Ametlla de Mar                     | muntanya           |         | 40° 56′ 29″ N, 0° 42′ 53″ E / 40.941305°N,0.714712°E 394 msnm           |           | Tossal de Montagut (Tivissa) | Modifica les dades a Wikidata |
|        | Tossal de Pena-roja  | Tivissa                                      | muntanya           |         | 41° 01′ 52″ N, 0° 42′ 03″ E / 41.031°N,0.70091139°E 499.7 msnm          |           |                              | Modifica les dades a Wikidata |
|        | l'Enderrocada        | Capçanes Tivissa                             | muntanya           |         | 41° 05′ 54″ N, 0° 49′ 36″ E / 41.0984°N,0.826683°E 764.7 msnm           |           |                              | Modifica les dades a Wikidata |
|        | la Talaia            | Tivissa                                      | muntanya           |         | 40° 57′ 58″ N, 0° 45′ 59″ E / 40.9662°N,0.766425°E 422.3 msnm           |           |                              | Modifica les dades a Wikidata |
|        | la Tossa             | Tivissa                                      | muntanya           |         | 41° 01′ 44″ N, 0° 44′ 11″ E / 41.0289467835°N,0.736267392572°E 718 msnm |           | La Tossa (Tivissa)           | Modifica les dades a Wikidata |
|        | les Càrcoles         | Tivissa                                      | muntanya           |         | 41° 02′ 09″ N, 0° 40′ 46″ E / 41.035922°N,0.679571°E 425 msnm           |           |                              | Modifica les dades a Wikidata |
|        | les Marrades         | Tivissa                                      | muntanya           |         | 40° 59′ 36″ N, 0° 41′ 51″ E / 40.9932°N,0.697511°E 464.4 msnm           |           |                              | Modifica les dades a Wikidata |
|        | les Moles            | Tivissa                                      | muntanya           |         | 41° 03′ 36″ N, 0° 45′ 51″ E / 41.060034°N,0.764033°E 498 msnm           |           |                              | Modifica les dades a Wikidata |
|        | les Moles            | Tivissa Pratdip                              | muntanya           |         | 41° 03′ 46″ N, 0° 51′ 25″ E / 41.0628°N,0.856892°E 672.9 msnm           |           |                              | Modifica les dades a Wikidata |
|        | les Penyes           | Capçanes Tivissa                             | muntanya serralada |         | 41° 04′ 15″ N, 0° 47′ 34″ E / 41.07086111°N,0.79288333°E 668.6 msnm     |           |                              | Modifica les dades a Wikidata |
|        | punta de Jovara      | Tivissa Vandellòs i l'Hospitalet de l'Infant | muntanya           |         | 41° 01′ 44″ N, 0° 46′ 50″ E / 41.0288°N,0.780642°E 764.8 msnm           |           | Punta de Jovara              | Modifica les dades a Wikidata |

## pedrera
| imatge | Nom                   | Ubicat a | instància de | Detalls | coordenades                                                          | Protecció | Commons (més fotos) | Dades a WD                    |
| ------ | --------------------- | -------- | ------------ | ------- | -------------------------------------------------------------------- | --------- | ------------------- | ----------------------------- |
|        | Pedrera d'Escaldabecs | Tivissa  | pedrera      |         | 40° 56′ 45″ N, 0° 45′ 09″ E / 40.9458926982244°N,0.752471717351968°E |           |                     | Modifica les dades a Wikidata |
|        | Pedrera de Flamínio   | Tivissa  | pedrera      |         | 40° 56′ 17″ N, 0° 45′ 35″ E / 40.9380090393175°N,0.759758965633012°E |           |                     | Modifica les dades a Wikidata |
|        | Pedrera de Senén      | Tivissa  | pedrera      |         | 40° 56′ 20″ N, 0° 45′ 53″ E / 40.938824575153°N,0.764648938461578°E  |           |                     | Modifica les dades a Wikidata |

## pont
| imatge | Nom              | Ubicat a | instància de | Detalls                                  | coordenades                                                                               | Protecció                                  | Commons (més fotos) | Dades a WD                    |
| ------ | ---------------- | -------- | ------------ | ---------------------------------------- | ----------------------------------------------------------------------------------------- | ------------------------------------------ | ------------------- | ----------------------------- |
|        | Pont de l'Auliva | Tivissa  | pont         | Estil: arquitectura popular 20th century | 41° 03′ 18″ N, 0° 44′ 11″ E / 41.055°N,0.736389°E ca:Al km 2 de la ctra. TV-3031 229 msnm | bé integrant del patrimoni cultural català | Pont de l'Auliva    | Modifica les dades a Wikidata |
|        | Pont del Molló   | Tivissa  | pont         |                                          | 41° 04′ 08″ N, 0° 40′ 03″ E / 41.0688806136187°N,0.667452020344461°E                      |                                            |                     | Modifica les dades a Wikidata |
|        | Pont del Tren    | Tivissa  | pont         |                                          | 41° 05′ 47″ N, 0° 44′ 08″ E / 41.0963415882625°N,0.735513798124559°E                      |                                            |                     | Modifica les dades a Wikidata |

## safareig
| imatge | Nom                                      | Ubicat a | instància de | Detalls                     | coordenades                                                                              | Protecció                                  | Commons (més fotos)              | Dades a WD                    |
| ------ | ---------------------------------------- | -------- | ------------ | --------------------------- | ---------------------------------------------------------------------------------------- | ------------------------------------------ | -------------------------------- | ----------------------------- |
|        | Rentador de la Font de la Séquia-el-Camí | Tivissa  | safareig     | Estil: arquitectura popular | 41° 02′ 31″ N, 0° 44′ 15″ E / 41.041883°N,0.737512°E ca:carrer Foig - avinguda Catalunya | bé integrant del patrimoni cultural català | Rentador de la Font de la Séquia | Modifica les dades a Wikidata |
|        | Rentadors de Llaberia                    | Tivissa  | safareig     |                             | 41° 05′ 06″ N, 0° 50′ 27″ E / 41.084878°N,0.840898°E Llaberia                            |                                            | Rentadors de Llaberia            | Modifica les dades a Wikidata |

## serra
| imatge | Nom                      | Ubicat a                                     | instància de                                        | Detalls                        | coordenades                                                         | Protecció | Commons (més fotos) | Dades a WD                    |
| ------ | ------------------------ | -------------------------------------------- | --------------------------------------------------- | ------------------------------ | ------------------------------------------------------------------- | --------- | ------------------- | ----------------------------- |
|        | Coll de Mas d'en Baconer | Tivissa                                      | serra                                               |                                | 41° 04′ 17″ N, 0° 46′ 04″ E / 41.0714°N,0.767786°E 379.2 msnm       |           |                     | Modifica les dades a Wikidata |
|        | Coll de Santa Anna       | Tivissa                                      | serra                                               |                                | 41° 03′ 43″ N, 0° 43′ 24″ E / 41.0619°N,0.723322°E 322.7 msnm       |           |                     | Modifica les dades a Wikidata |
|        | Coll de la Cuna          | Tivissa                                      | serra                                               |                                | 41° 01′ 47″ N, 0° 41′ 15″ E / 41.0296°N,0.687614°E 453.4 msnm       |           |                     | Modifica les dades a Wikidata |
|        | Coll de les Canaletes    | Tivissa                                      | serra                                               |                                | 41° 04′ 21″ N, 0° 40′ 59″ E / 41.0724°N,0.682942°E 164.4 msnm       |           |                     | Modifica les dades a Wikidata |
|        | La Llena                 | Tivissa                                      | serra                                               |                                | 41° 01′ 49″ N, 0° 45′ 05″ E / 41.0303°N,0.751433°E 660.7 msnm       |           |                     | Modifica les dades a Wikidata |
|        | Moles del Taix           | Vandellòs i l'Hospitalet de l'Infant Tivissa | serra                                               |                                | 40° 58′ 49″ N, 0° 49′ 16″ E / 40.9802°N,0.821197°E 714.3 msnm       |           |                     | Modifica les dades a Wikidata |
|        | Muntanyes dels Burgans   | Tivissa                                      | serra                                               |                                | 40° 58′ 29″ N, 0° 41′ 07″ E / 40.97468889°N,0.68533889°E 374.1 msnm |           |                     | Modifica les dades a Wikidata |
|        | Serra de l'Esteve        | Tivissa Vandellòs i l'Hospitalet de l'Infant | serra                                               |                                | 40° 57′ 55″ N, 0° 47′ 12″ E / 40.96520833°N,0.78678611°E 586.3 msnm |           |                     | Modifica les dades a Wikidata |
|        | Serra de la Mar          | Tivissa Vandellòs i l'Hospitalet de l'Infant | serra                                               |                                | 40° 56′ 52″ N, 0° 47′ 05″ E / 40.9477°N,0.784655°E 697 msnm         |           | Serra de la Mar     | Modifica les dades a Wikidata |
|        | coll de Marcó            | Ginestar Tivissa                             | serra                                               |                                | 41° 01′ 55″ N, 0° 39′ 37″ E / 41.03194444°N,0.66023889°E 235.6 msnm |           |                     | Modifica les dades a Wikidata |
|        | los Borjos               | Tivissa Vandellòs i l'Hospitalet de l'Infant | serra                                               |                                | 41° 01′ 58″ N, 0° 46′ 25″ E / 41.03266667°N,0.773525°E 764.8 msnm   |           |                     | Modifica les dades a Wikidata |
|        | serra d'en Jover         | Capçanes Colldejou Tivissa                   | serra                                               |                                | 41° 05′ 57″ N, 0° 50′ 38″ E / 41.0992°N,0.843928°E 832.8 msnm       |           | Serra d'en Jover    | Modifica les dades a Wikidata |
|        | serra de Cabells         | Tivissa                                      | serra                                               |                                | 41° 05′ 00″ N, 0° 46′ 10″ E / 41.08334167°N,0.76933917°E 430.6 msnm |           |                     | Modifica les dades a Wikidata |
|        | serra de Llaberia        | Colldejou Pratdip Tivissa                    | serra àrea protegida Pla d'Espais d'Interès Natural | 1992 Superfície: 10368.39762ha | 41° 05′ 23″ N, 0° 51′ 54″ E / 41.08972222°N,0.865°E 918.3 msnm      |           | Serra de Llaberia   | Modifica les dades a Wikidata |
|        | serra de Tivissa         | Tivissa                                      | serra                                               |                                | 41° 02′ 05″ N, 0° 42′ 06″ E / 41.0348°N,0.701761°E 533.3 msnm       |           |                     | Modifica les dades a Wikidata |
|        | serra de la Batalla      | Tivissa                                      | serra muntanya                                      |                                | 40° 58′ 25″ N, 0° 44′ 25″ E / 40.97368611°N,0.7402°E 380.4 msnm     |           |                     | Modifica les dades a Wikidata |
|        | serra de la Tria         | Tivissa                                      | serra                                               |                                | 41° 03′ 35″ N, 0° 42′ 44″ E / 41.0597°N,0.712156°E 222.8 msnm       |           |                     | Modifica les dades a Wikidata |
|        | serra del Coll de Fatxes | Tivissa Vandellòs i l'Hospitalet de l'Infant | serra                                               |                                | 41° 02′ 29″ N, 0° 48′ 04″ E / 41.0414°N,0.801197°E 578.5 msnm       |           |                     | Modifica les dades a Wikidata |
|        | serra del Montalt        | Tivissa                                      | serra                                               |                                | 41° 03′ 24″ N, 0° 48′ 08″ E / 41.05663889°N,0.80217472°E 766.1 msnm |           |                     | Modifica les dades a Wikidata |

## teuleria
| imatge | Nom                                        | Ubicat a | instància de | Detalls                     | coordenades | Protecció                                  | Commons (més fotos) | Dades a WD                    |
| ------ | ------------------------------------------ | -------- | ------------ | --------------------------- | ----------- | ------------------------------------------ | ------------------- | ----------------------------- |
|        | Forn de les Valls                          | Tivissa  | teuleria     | Estil: arquitectura popular |             | bé integrant del patrimoni cultural català |                     | Modifica les dades a Wikidata |
|        | Forn de totxo de Quatre Camins             | Tivissa  | teuleria     | Estil: arquitectura popular |             | bé integrant del patrimoni cultural català |                     | Modifica les dades a Wikidata |
|        | Forn de totxo del Barranc de la Figuerassa | Tivissa  | teuleria     | Estil: arquitectura popular |             | bé integrant del patrimoni cultural català |                     | Modifica les dades a Wikidata |
|        | Teuleria de la Font Vella                  | Tivissa  | teuleria     | Estil: arquitectura popular |             | bé integrant del patrimoni cultural català |                     | Modifica les dades a Wikidata |

## vèrtex geodèsic
| imatge | Nom          | Ubicat a | instància de    | Detalls    | coordenades                                                       | Protecció | Commons (més fotos) | Dades a WD                    |
| ------ | ------------ | -------- | --------------- | ---------- | ----------------------------------------------------------------- | --------- | ------------------- | ----------------------------- |
|        | Jardín       | Tivissa  | vèrtex geodèsic | Alt: 1.2m  | 41° 02′ 09″ N, 0° 40′ 47″ E / 41.035965°N,0.679617°E 424.803 msnm |           |                     | Modifica les dades a Wikidata |
|        | Las Marradas | Tivissa  | vèrtex geodèsic | Alt: 1.2m  | 40° 59′ 36″ N, 0° 41′ 51″ E / 40.993224°N,0.697464°E 464.261 msnm |           |                     | Modifica les dades a Wikidata |
|        | Latosa       | Tivissa  | vèrtex geodèsic | Alt: 1.2m  | 41° 01′ 44″ N, 0° 44′ 11″ E / 41.02893°N,0.736262°E 718.29 msnm   |           |                     | Modifica les dades a Wikidata |
|        | Llavería     | Tivissa  | vèrtex geodèsic | Alt: 1.2m  | 41° 05′ 33″ N, 0° 51′ 46″ E / 41.092371°N,0.862882°E 919.121 msnm |           |                     | Modifica les dades a Wikidata |
|        | Montalt      | Tivissa  | vèrtex geodèsic | Alt: 1.19m | 41° 03′ 49″ N, 0° 48′ 09″ E / 41.063622°N,0.802466°E 748.319 msnm |           |                     | Modifica les dades a Wikidata |

## Misc
| imatge | Nom                                     | Ubicat a                                     | instància de                                                          | Detalls                                                                     | coordenades                                                                                             | Protecció                                            | Commons (més fotos)            | Dades a WD                    |
| ------ | --------------------------------------- | -------------------------------------------- | --------------------------------------------------------------------- | --------------------------------------------------------------------------- | --- | ---------------------------------------------------- | ------------------------------ | ----------------------------- |
|        | Algira                                  | Tivissa                                      | illa fluvial                                                          |                                                                             | |                                                      |                                | Modifica les dades a Wikidata |
|        | Ebre                                    | Cantàbria País Basc Navarra Aragó Catalunya  | riu                                                                   | Desemboca: mar Mediterrània Llarg: 910km Conca: 86800km²                    | 43° 02′ 15″ N, 4° 22′ 12″ O / 43.0375°N,4.37°O 40° 43′ 43″ N, 0° 52′ 09″ E / 40.728527°N,0.869293°E     |                                                      | Ebro River                     | Modifica les dades a Wikidata |
|        | Hospital                                | Tivissa                                      | edifici                                                               | Estil: arquitectura popular                                                 | 41° 02′ 34″ N, 0° 43′ 57″ E / 41.042819°N,0.732424°E                                                    | bé integrant del patrimoni cultural català           | Hospital (Tivissa)             | Modifica les dades a Wikidata |
|        | Muntanyes de Tivissa-Vandellòs          | Tivissa Vandellòs i l'Hospitalet de l'Infant | espai d'interès natural àrea protegida Pla d'Espais d'Interès Natural | 1992 Llarg: 25.15km Superfície: 13947.71045ha                               | 40° 58′ 49″ N, 0° 49′ 16″ E / 40.98019444°N,0.82119722°E 728 msnm                                       |                                                      | Muntanyes de Tivissa-Vandellós | Modifica les dades a Wikidata |
|        | Museu del Bast                          | Tivissa                                      | museu                                                                 | Estil: arquitectura popular                                                 | 41° 05′ 08″ N, 0° 50′ 30″ E / 41.08548°N,0.841535°E Llaberia                                            | bé integrant del patrimoni cultural català           | Museu del Bast                 | Modifica les dades a Wikidata |
|        | abeurador                               | Tivissa                                      | abeurador element arquitectònic                                       | Estil: arquitectura popular 18th century                                    | 41° 02′ 36″ N, 0° 44′ 06″ E / 41.043325°N,0.735018°E ca:Pujada de l'Empedrat 284 msnm                   | bé integrant del patrimoni cultural català           | Abeurador de Tivissa           | Modifica les dades a Wikidata |
|        | barranc de la Conca                     | Tivissa                                      | curs d'aigua                                                          | Llarg: 3.5km                                                                | 41° 00′ 27″ N, 0° 42′ 24″ E / 41.0075°N,0.706553°E                                                      |                                                      |                                | Modifica les dades a Wikidata |
|        | casa consistorial de Tivissa            | Tivissa                                      | casa consistorial                                                     |                                                                             | 41° 02′ 33″ N, 0° 43′ 57″ E / 41.0426109°N,0.7325545°E                                                  |                                                      | Town hall of Tivissa           | Modifica les dades a Wikidata |
|        | conjunt històric de Tivissa             | Tivissa                                      | centre històric                                                       |                                                                             | 41° 02′ 33″ N, 0° 43′ 58″ E / 41.042549°N,0.73288°E                                                     | bé integrant del patrimoni cultural català           |                                | Modifica les dades a Wikidata |
|        | el Portalet                             | Tivissa                                      | porta de ciutat                                                       | Estil: arquitectura popular                                                 | 41° 05′ 08″ N, 0° 50′ 30″ E / 41.085566°N,0.84158°E Llaberia                                            | bé integrant del patrimoni cultural català           | El Portalet (Llaberia)         | Modifica les dades a Wikidata |
|        | la Baranova                             | Tivissa                                      | plaça                                                                 | Estil: arquitectura popular                                                 | 41° 02′ 37″ N, 0° 43′ 54″ E / 41.043488°N,0.731646°E                                                    | bé integrant del patrimoni cultural català           | La Baranova                    | Modifica les dades a Wikidata |
|        | mata de Darmós                          | Tivissa                                      | arbre singular                                                        | Taxon: llentiscle (Pistacia lentiscus) Ample: 6.8m Alt: 6m Perímetre: 1.56m | 41° 05′ 51″ N, 0° 42′ 16″ E / 41.09739°N,0.70458°E ca:Darmós, plaça del poble 176 msnm                  | arbre monumental                                     | Mata de Darmós                 | Modifica les dades a Wikidata |
|        | murs i portals de Tivissa               | Tivissa                                      | muralla urbana                                                        | 14th century                                                                | 41° 02′ 29″ N, 0° 43′ 58″ E / 41.041331°N,0.73284°E ca:Carrer del Pla i carrer Portal de l'Era 310 msnm | bé d'interès cultural bé cultural d'interès nacional | Murs i portals de Tivissa      | Modifica les dades a Wikidata |
|        | poblat ibèric del Castellet de Banyoles | Tivissa                                      | poblat ibèric                                                         |                                                                             | 41° 03′ 45″ N, 0° 39′ 55″ E / 41.0625°N,0.6654°E                                                        | bé d'interès cultural bé cultural d'interès nacional | El Castellet de Banyoles       | Modifica les dades a Wikidata |
|        | portella de Jovara                      | Tivissa                                      | collada                                                               |                                                                             | 41° 01′ 25″ N, 0° 47′ 00″ E / 41.02350278°N,0.78338028°E                                                |                                                      |                                | Modifica les dades a Wikidata |
|        | radar de Tivissa-Llaberia               | Tivissa                                      | radar meteorològic                                                    |                                                                             | 41° 05′ 30″ N, 0° 51′ 49″ E / 41.091725°N,0.863477°E Miranda de Llaberia                                |                                                      |                                | Modifica les dades a Wikidata |
|        | torre del Mas d'en Sedó                 | Tivissa                                      | torre de defensa                                                      |                                                                             | 41° 00′ 05″ N, 0° 46′ 00″ E / 41.001512°N,0.766772°E                                                    | bé cultural d'interès nacional                       |                                | Modifica les dades a Wikidata |
|        | túnel de Darmós                         | Tivissa                                      | túnel                                                                 |                                                                             | 41° 06′ 15″ N, 0° 42′ 07″ E / 41.1042966517382°N,0.70195786684184°E                                     |                                                      |                                | Modifica les dades a Wikidata |